# Sporthotel Pontresina

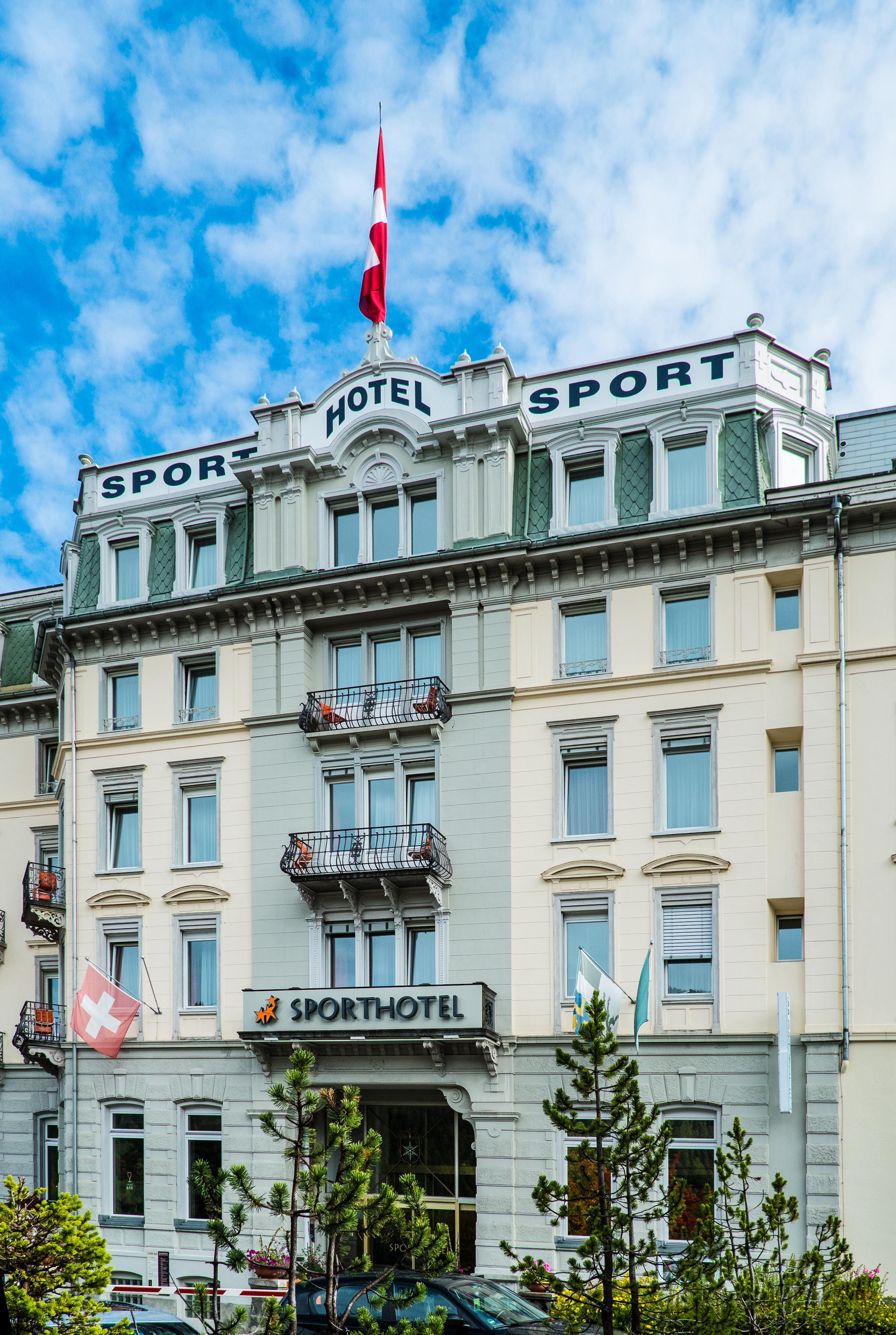
Sporthotel Pontresina

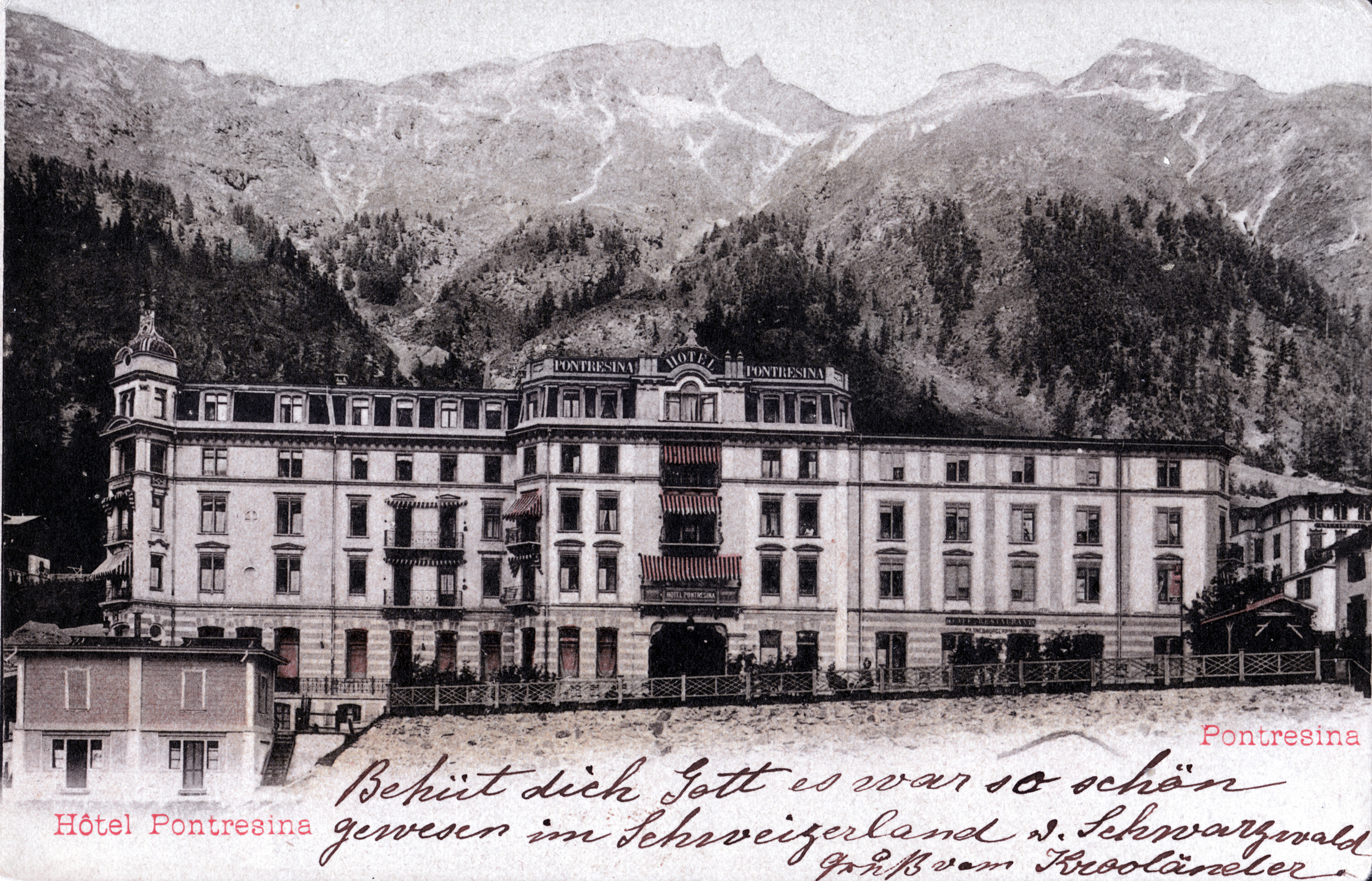
Hotel Pontresina um die Jahrhundertwende

Das Sporthotel Pontresina ist ein Dreistern-Superior-Hotel an der Dorfstrasse Via Maistra 145 in Pontresina im Oberengadin. Sein Angebot von 140 Betten in 82 Zimmern richtet sich im Sommer vor allem an Wanderer und Mountainbiker, im Winter an Langläufer, Skifahrer und Snowboarder. Für die Gäste stehen entsprechende Infrastrukturen wie Ski- oder Veloraum, Trockner für Ski- und Wanderschuhe sowie eine Bikewerkstatt zur Verfügung. Ein Wellnessbereich ergänzt das Angebot.
Die Geschichte des Hotels beginnt in den 1870er Jahren, als der Tourismus in Pontresina durch den aufkommenden Alpinismus aufblühte. Der Hotelgründer Florian Stoppany aus einer Zuckerbäckerfamilie erwarb 1879 die Fremdenpension Maison Stiffler und liess sie vom Architekten Jakob Ragaz zum 1881 eröffneten Hotel Pontresina & Post erweitern. Der Aufstieg von der einfachen Fremdenpension zum Haus ersten Ranges fand 1895 seinen architektonischen Ausdruck in der zweiten Erweiterung zum heute noch das Dorfbild prägenden Hotelpalast. Seine Kundschaft fand das sich nun Hotel Pontresina nennende Haus mehrheitlich im deutschen Grossbürgertum, darunter oft Gäste jüdischer Herkunft. Auf die Wintersaison 1906/1907 war das Hotel nach Einbau einer Zentralheizung erstmals in Winter geöffnet.
1910 übernahm eine Aktiengesellschaft das Hotel von der Familie Stoppany. An der Gesellschaft blieb sie aber weiterhin massgeblich beteiligt. Der Erste Weltkrieg leitete eine lange Phase des Niedergangs ein. Politische und wirtschaftliche Erschütterungen wie die beiden Weltkriege, die Weltwirtschaftskrise oder starke Ausschläge in den Wechselkursen liessen oft auch kurzfristig die Gäste fernbleiben. Kredite der Bündner Kreditgenossenschaft und später der Schweizerischen Hotel-Treuhand-Gesellschaft vermochten das Haus nicht zu retten und es kam in den Besitz der Graubündner Kantonalbank. 1936 erhielt es seinen heutigen Namen Sporthotel Pontresina.
Mitte der 1960er Jahre begann die Bank mit den ersten grösseren Sanierungsarbeiten nach über fünfzig Jahren, die sich auch nach Übergang des Hotels in den Besitz der Gemeinde Pontresina 1972 fortsetzten. Die erneuerten Zimmer, nun weitgehend mit individuellen Bädern, die modernisierten Gesellschaftsräume und die erneuerte Infrastruktur ermöglichten den Neustart des Hotels in der heutigen Form. Der letzte Besitzerwechsel erfolgte 2010 mit dem Verkauf des Hotels durch die Gemeinde Pontresina an die Sporthotel Pontresina AG, die sich im Besitz der Familie Pampel befindet.

## Das Aufkommen des Tourismus im Engadin und in Pontresina
Um 1850 zählte Pontresina 270 Einwohner. Sie lebten von der Landwirtschaft und vom Säumerverkehr über den Berninapass. Der Ausbau der Bündner Alpenpässe Julier, Maloja und Albula von Säumerwegen zu Fahrstrassen ab den 1820er Jahren führte zu besseren Verkehrsverbindungen des Engadins mit der Aussenwelt. Der Postkutschendienst der 1848 gegründeten Eidgenössischen Post befuhr die neuen Verkehrswege regelmässig.
Mit diesem Ausbau verband sich ein Aufschwung des Fremdenverkehrs. Vorerst profitierten Tarasp und St. Moritz mit ihren Bädern von dieser Entwicklung. Ab 1860 entstanden mit dem Kurhaus in Tarasp-Vulpera und dem Kurhaus & Hôtel des Bains in St. Moritz Bad, dem heutigen Hotel Kempinski, die ersten Hotelbauten des Engadins.
Unternahmen die ersten Kurgäste ihre Reise zumeist aus gesundheitlichen Gründen, folgten schon bald die Vergnügungsreisenden. Seit Mitte des 19. Jahrhunderts entwickelte sich der Alpinismus zu einem neuen Freizeitvergnügen. Die ersten Bergsteiger, darunter viele Engländer, bevorzugten Pontresina gegenüber St. Moritz als Ausgangspunkt für ihre Klettertouren im Berninagebiet. 1858 erschien Ernst Lechners Piz Languard und die Bernina Gruppe bei Pontresina. In diesem frühen Reiseführer des Pfarrers von St. Moritz und Samedan nimmt die Beschreibung der Wander- und Bergtouren um Pontresina breiten Raum ein. Der 1872 gegründete Verschönerungsverein legte bis in die 1890er Jahre ein Netz von Wander- und Reitwegen von über 80 Kilometern Länge an. Die Wege trugen klangvolle Namen wie Schluchtenpromenade, Thaispromenade oder Flazpromenade und kosteten insgesamt 35'161.35 Franken.
Unterkunft fanden die Fremden in einfachen Gasthäusern wie der Wirtschaft zur Krone, aus dem das heutige Grand Hotel Kronenhof hervorging, in Fremdenpensionen und vielfach auch bei Privatpersonen. Ab 1870 führte die anhaltende Nachfrage zu einem Bauboom für Hotels. Bis 1890 entstanden so entlang der Hauptstrasse Via Maistra die noch heute das Dorfbild prägenden Hotelbauten.

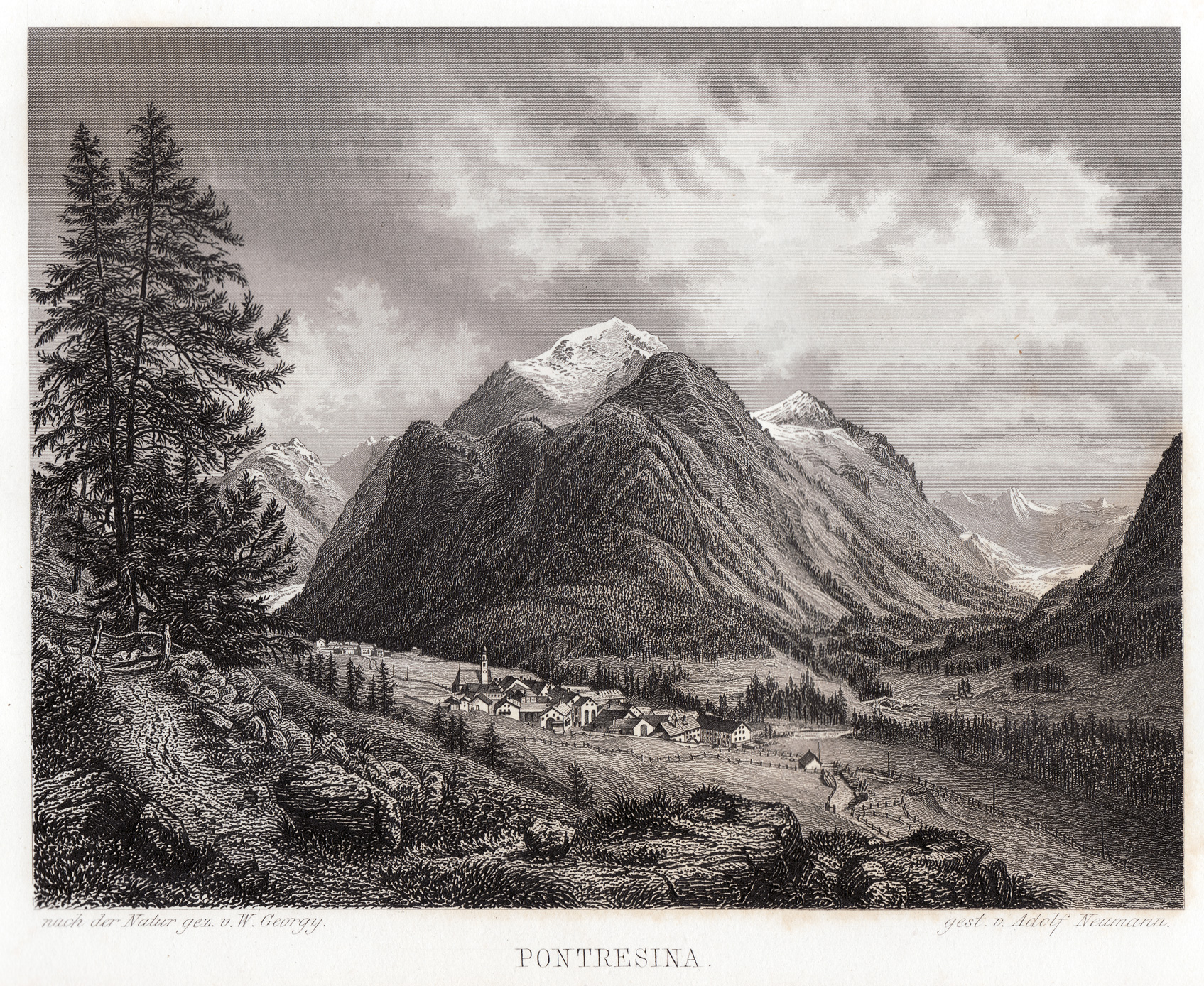
Ansicht von Pontresina um 1855 – Illustration aus Ernst Lechners Piz Languard und die Bernina-Gruppe bei Pontresina
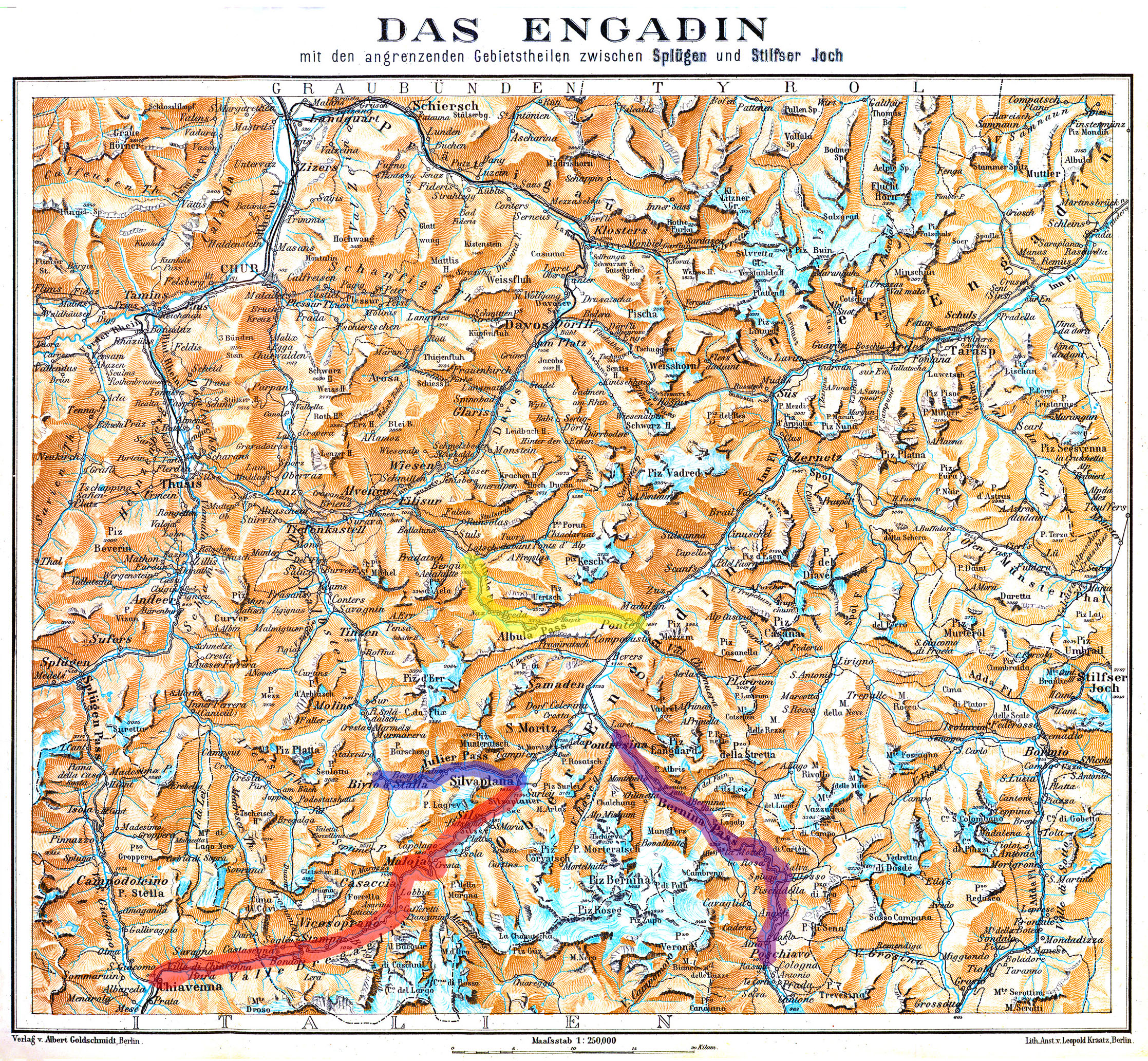
Die Alpenpässe ins Engadin: Julierpass (blau), Albulapass (gelb), Malojapass (rot) und Berninapass (violett).

## Der Bauherr und Hotelier

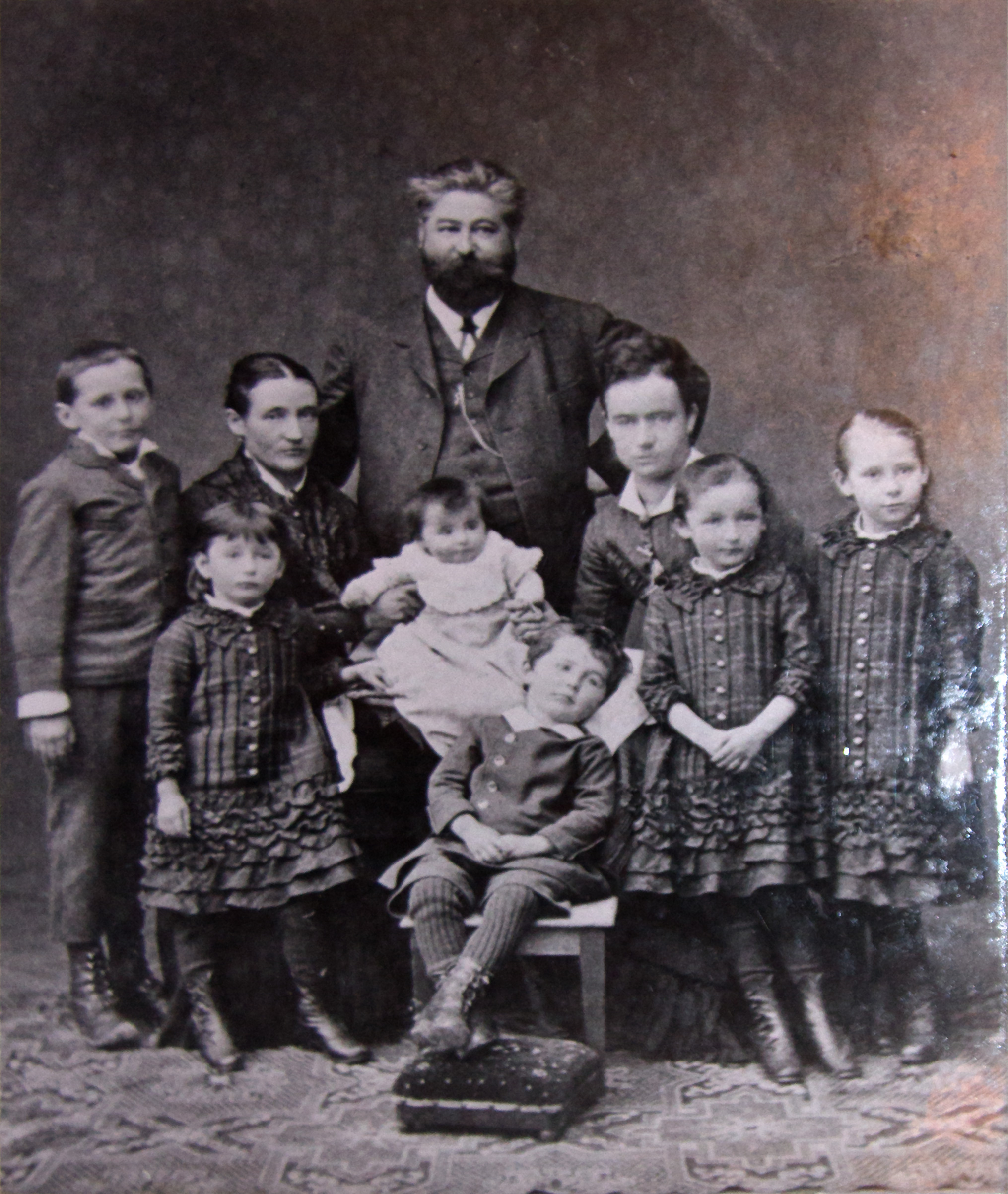
Florian Stoppany mit seiner Frau Betty und ihren Kindern

Der Hotelgründer Florian Stoppany entstammte der Zuckerbäckerfamilie Stupan oder Stuppaun aus Pontresina. Der im Ausland erworbene Reichtum erlaubte der Familie 1740 die Errichtung der Chesa Stuppaun an der Hauptstrasse von Pontresina, der heutigen Chesa Campell. Sein Vater Giachem Bunom Stoppany (1800–1867) betrieb als Kompagnon von Johann Stehely aus Silvaplana das Café Stehely in Berlin. Daneben besass er durch seine Frau Carolina Josty (1805–1876), die er 1833 geheiratet hatte, auch Anteile am Café Josty beim Berliner Schloss. 1862/63 kehrten seine Eltern nach Pontresina zurück, während der einzige Sohn Florian nach Abschluss seiner Schulzeit der Tradition der Engadiner Zuckerbäcker folgend in Betrieben bündnerischer Familien in verschiedenen europäischen Städten arbeitete. Zu Beginn der 1870er Jahre kehrte er nach Pontresina zurück, um seine Geschäftskenntnisse im aufkommenden Tourismus einzusetzen.
Dabei halfen ihm familiäre Beziehungen. Die Familien Zambail und Stoppany waren mehrfach verschwägert. Sein mehr als zwanzig Jahre älterer Cousin Florian Zambail machte ihn in seinem 1870 gegründeten Hotel Roseg in Pontresina zum Mitbesitzer und langjährigen Direktor. Zambail selber besass mit dem Hôtel des Îles Britanniques in Nizza ein weiteres Hotel, in dem er sich vor allem während der Wintermonate aufhielt, damals die Hauptsaison an der Côte d’Azur.
Auch die Familie seiner Frau Betty Stiffler, die er 1871 geheiratet hatte, war im Fremdenverkehr tätig. Sein Schwager Caspar Stiffler betrieb in Pontresina das Hotel Steinbock und Betty mit ihrer Schwester Christina als Schwestern Stiffler die Maison Stiffler, ein Restaurant und Fremdenpension mit 25 Gästebetten.
Sein Erbe, das Florian Stoppany mit dem Tod der Mutter 1876 zufiel, verschaffte ihm genügend Kapital für einen eigenen Betrieb. Die Gelegenheit ergab sich, als am 17. Dezember 1878 sein Schwager Caspar Stiffler unerwartet im Alter von nur 35 Jahren verstarb. Caspar Stifflers Söhne waren zu jung für die Übernahme des Betriebs und so erwarb Florian Stoppany vor März 1879 die Maison Stiffler, den Ursprungsbau des Hotels Pontresina.

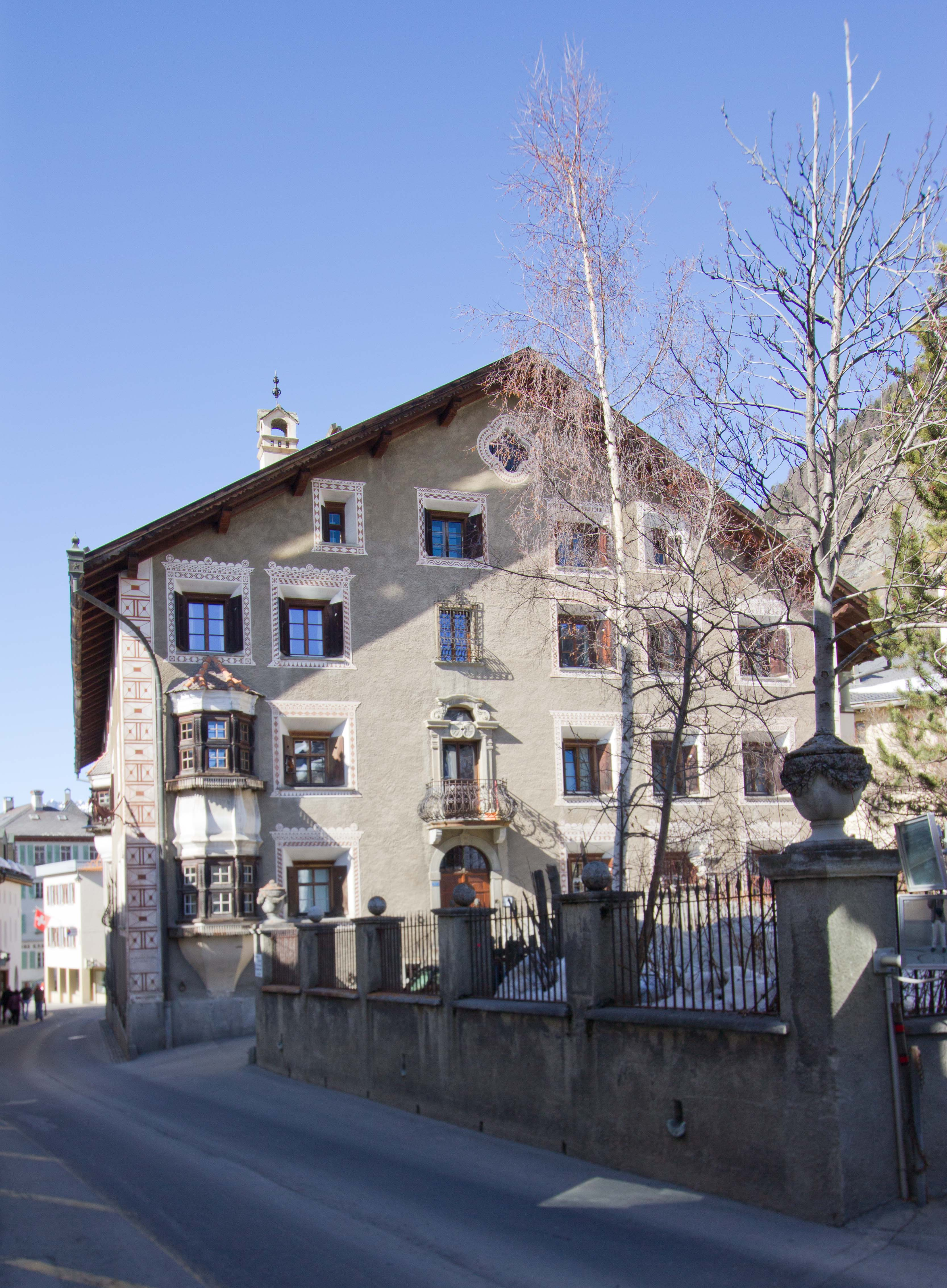
Die Chesa Stuppaun, heute Chesa Campell
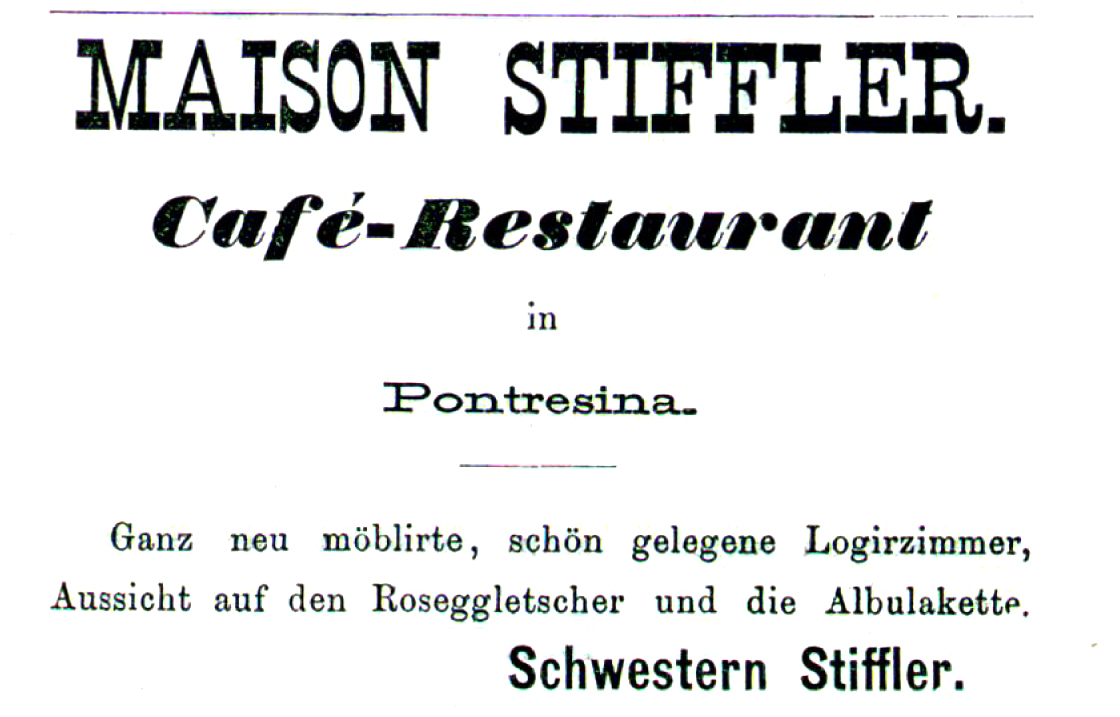
Annonce für die Maison Stiffler 1876
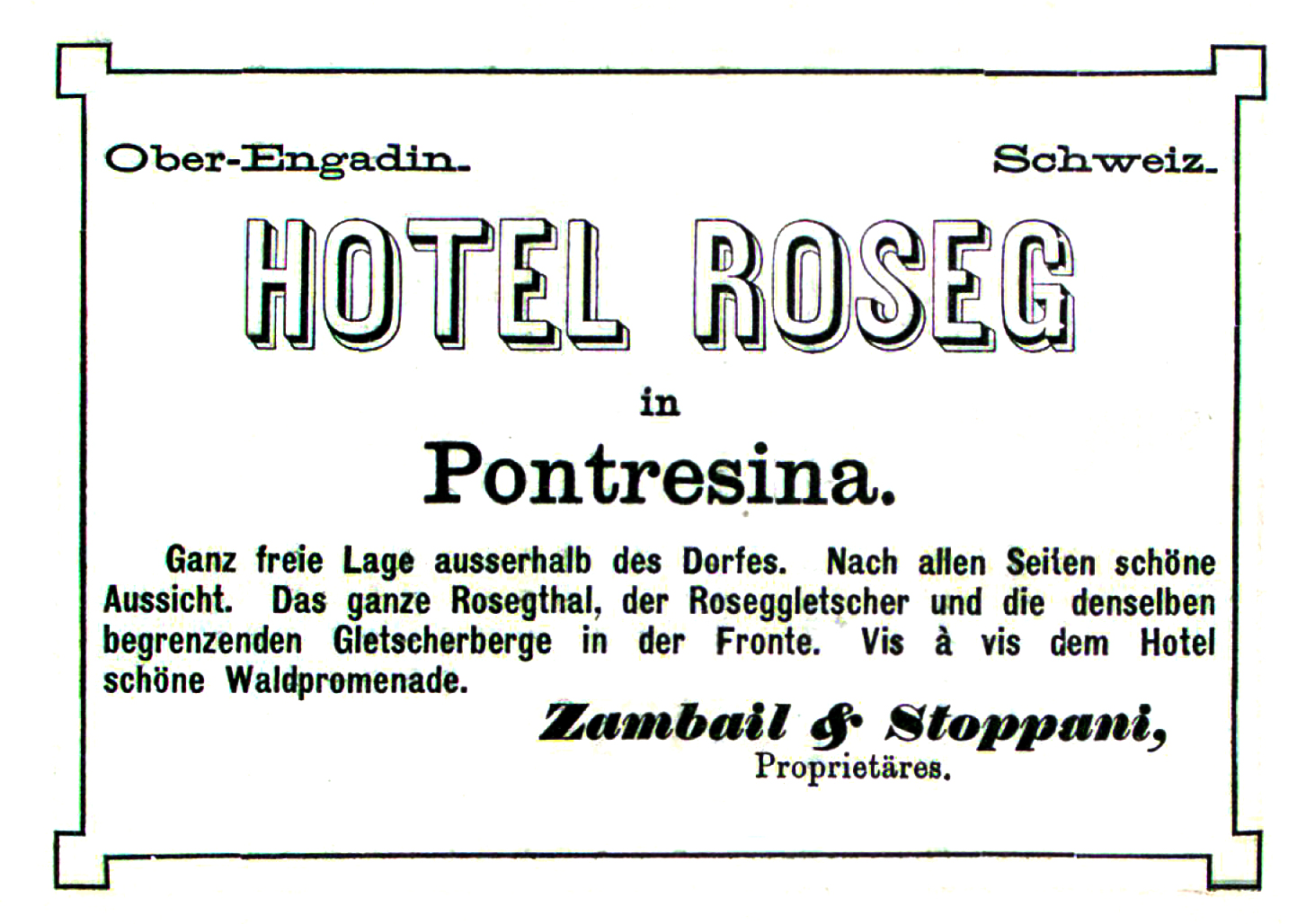
Annonce für das Hotel Roseg 1876

## Lage

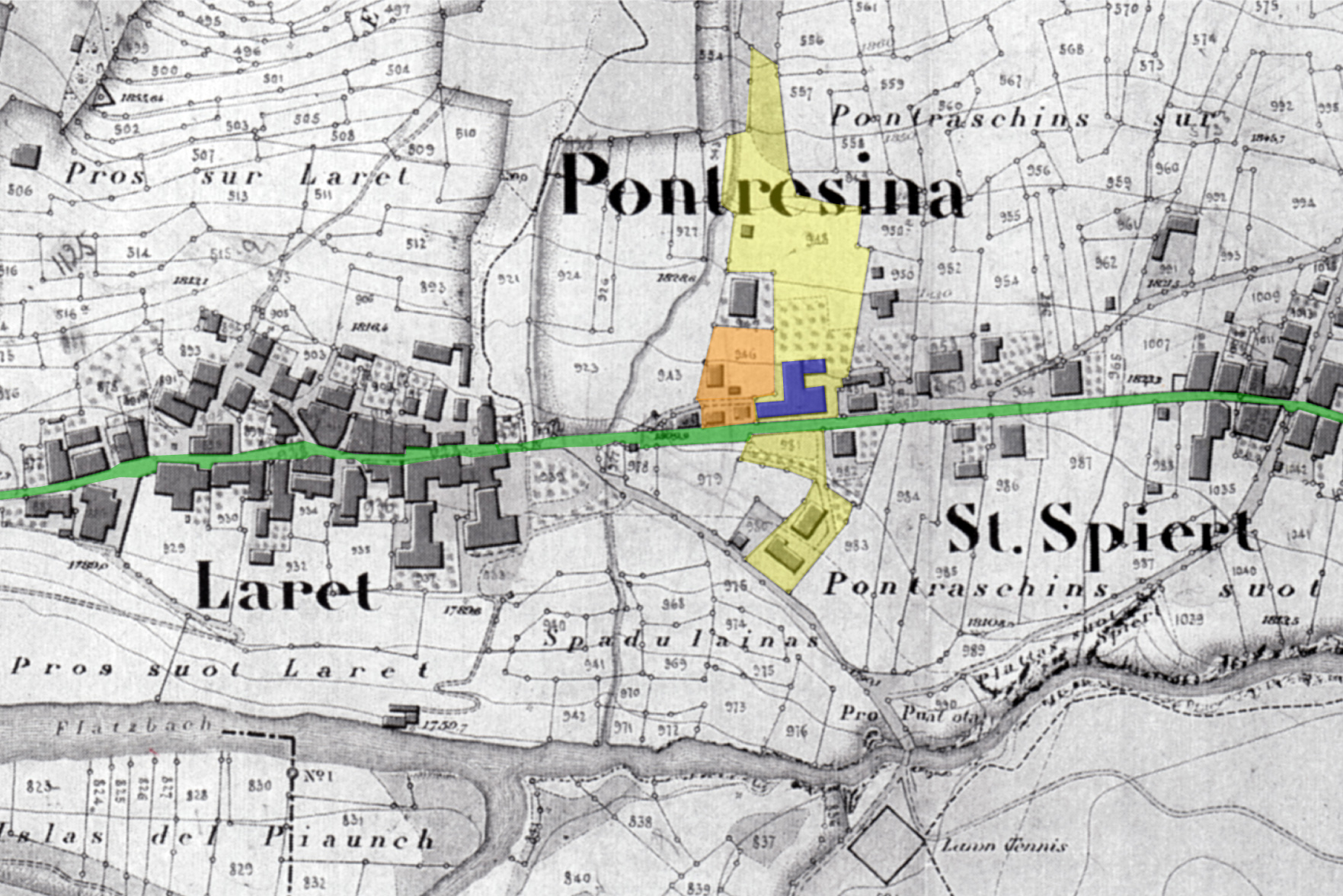
Lage des Hotels Pontresina & Post (blau) an der Berninapass-Strasse (grün), zwischen dem Unterdorf Laret und dem Oberdorf St. Spiert. Die zum Hotel gehörigen Parzellen sind gelb eingefärbt, die der späteren Erweiterung orange

Der Architekt Hermann von der Hude schrieb 1894 im Handbuch der Architektur, bei der Erbauung eines Gasthofes wird man vor Allem darauf bedacht sein, für denselben eine möglichst vortheilhafte Lage auszuwählen, denn hiervon hängt nicht zum geringsten Theile der Besuch, somit gewissermaßen der Erfolg des Unternehmens ab. Zwar kannte Florian Stoppany diese grundsätzlichen Erwägungen nicht, aber die verkehrsgünstige Lage der Maison Stiffler an der Berninapassstrasse, die Pontresina mit Poschiavo verbindet, entsprach den Überlegungen des Architekten. Seit ihrem Ausbau zur Fahrstrasse gab die Passstrasse die Richtung vor, entlang welcher die verschiedenen Ortsteile von Pontresina zusammenwuchsen. Heute fliesst der Verkehr der Passstrasse über die 1963/64 erbaute Umfahrung des Dorfes. Das Sporthotel liegt heute in einer verkehrsberuhigten Tempo-30-Zone.
Das ausgedehnte Grundstück im weitgehend unbebauten Gebiet zwischen dem Unterdorf Laret und dem Oberdorf St. Spiert versprach gute Erweiterungsmöglichkeiten. Dies im Gegensatz zu den Hotels Saratz oder dem Kronenhof, die innerhalb der bestehenden, kleinteiligen Bebauung in Unterdorf Laret entstanden waren. Ihr Wachstum war mit dem teuren Erwerb bereits bebauter Nachbarparzellen verbunden. Mit der Lage am Hang wuchs mit dem Abstand von der Strasse rasch der Höhenunterschied, was die innere Organisation des Hotels durch die verschiedenen Niveaus des Altbaus und der Erweiterung erschwerte.
Ein weiterer Vorteil der weitgehend unbebauten Lage war die gute Sicht vom Hotel und vom Hotelgarten auf das Rosegtal und den Roseggletscher. Da sich Stoppanys Grundstück auf der gegenüberliegenden Seite der Strasse fortsetzte, war die Sicht unverbaubar. Der untere Teil des Grundstücks war erschlossen durch eine Strasse, die über die Punt Ota ins Val Roseg und nach St. Moritz führte. Hier fand sich genügend Platz für die Stallungen und das Waschhaus, versteckt vor den Blicken der Gäste und trotzdem gut erschlossen und nahe am Hotel. Diese Strasse gewann mit der Eröffnung der Verzweigung der Albulabahn nach Pontresina am 1. Juli 1908 als Verbindungsstrasse zum Bahnhof Pontresina wesentlich an Bedeutung und erhielt ihren heutigen Namen Via da la Staziun – Bahnhofstrasse.

## Bau

### Erweiterung zum Hotel Pontresina & Post 1881
Innerhalb der Hotelbauten in Pontresina in den 1880er Jahren nimmt das Hotel Pontresina eine Sonderstellung ein. Es ist weder ein völliger Neubau wie das Hotel Roseg noch eine Erweiterung eines Bauernhauses wie die Hotels Kronenhof oder Saratz. Bei der Erweiterung der 1866 erbauten Maison Stiffler zum Hotel Pontresina & Post 1881 integrierten die Architekten Gebrüder Ragaz das 1864 erbaute Haus des Fotografen Alex Flury. Im Erdgeschoss dieses Hausteils richtete Stoppany die zweite Poststelle in Pontresina ein. Dies versprach Gäste sowohl für das Restaurant wie für das Hotel. Die Architekten vereinheitlichten die Fassaden und die Dachformen der bestehenden Häuser durch die Aufstockung um ein weiteres Stockwerk auf insgesamt vier Geschosse. Mit dem eher traditionellen Namen Hotel Post richtete sich dieser Bauteil mit seinen einfacheren Zimmern an mit der Postkutsche durchreisende Gäste oder solche mit geringeren Ansprüchen.

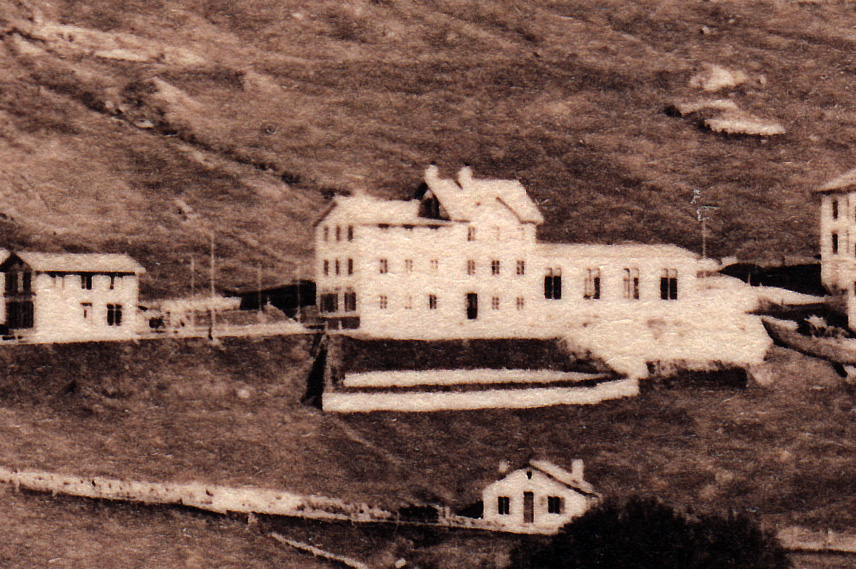
Das ehemalige Haus des Fotografen Flury, die Maison Stiffler und ganz rechts bereits das Erdgeschoss des Neubaus
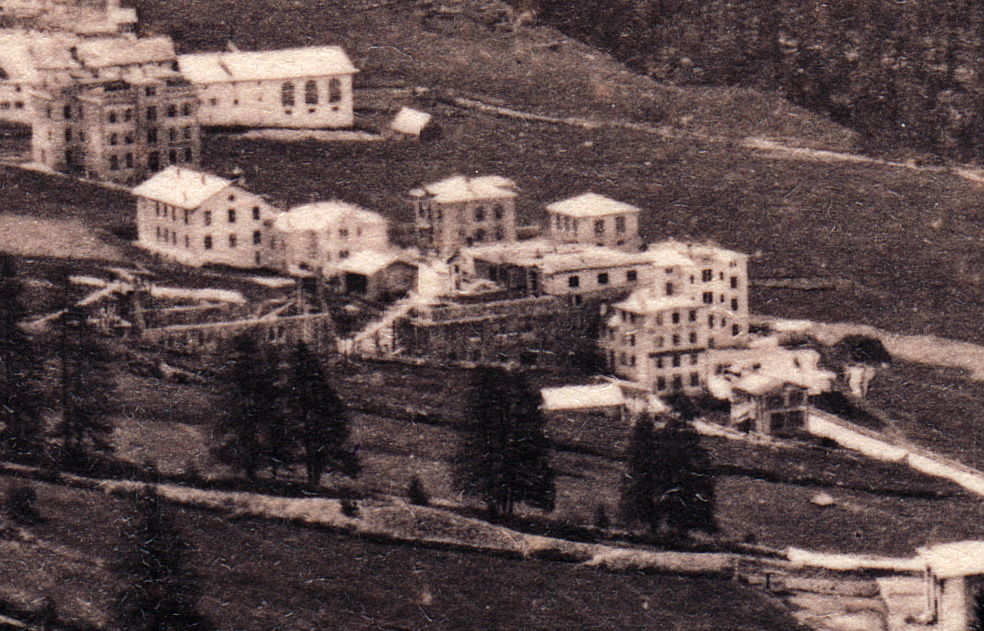
Die Baustelle von der Bergseite mit den bereits hochgeführten Mauern des Speisesaals
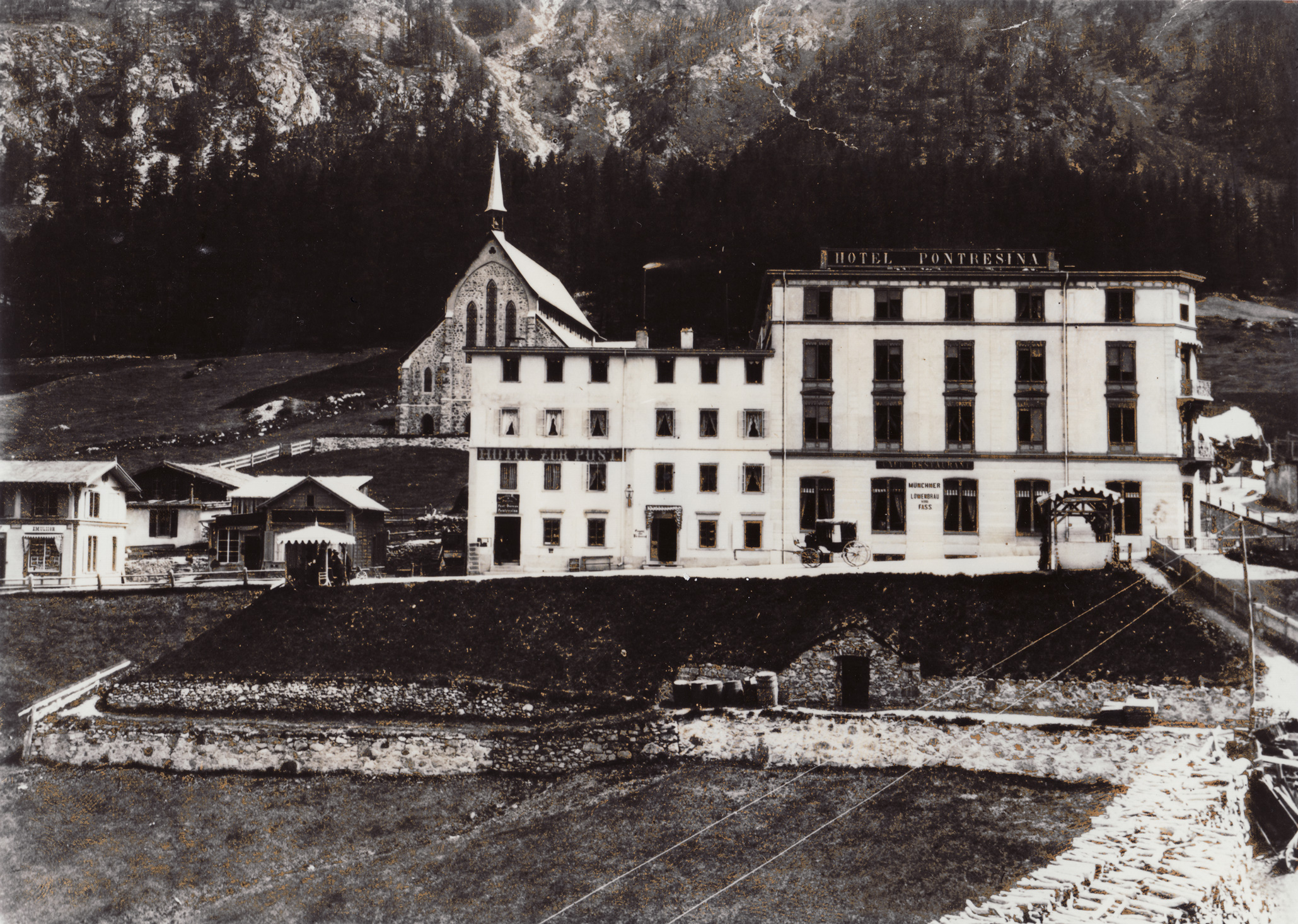
Das Hotel Pontresina & Post nach der Erweiterung von 1881, im Hintergrund die gleichzeitig erbaute Holy Trinity Church
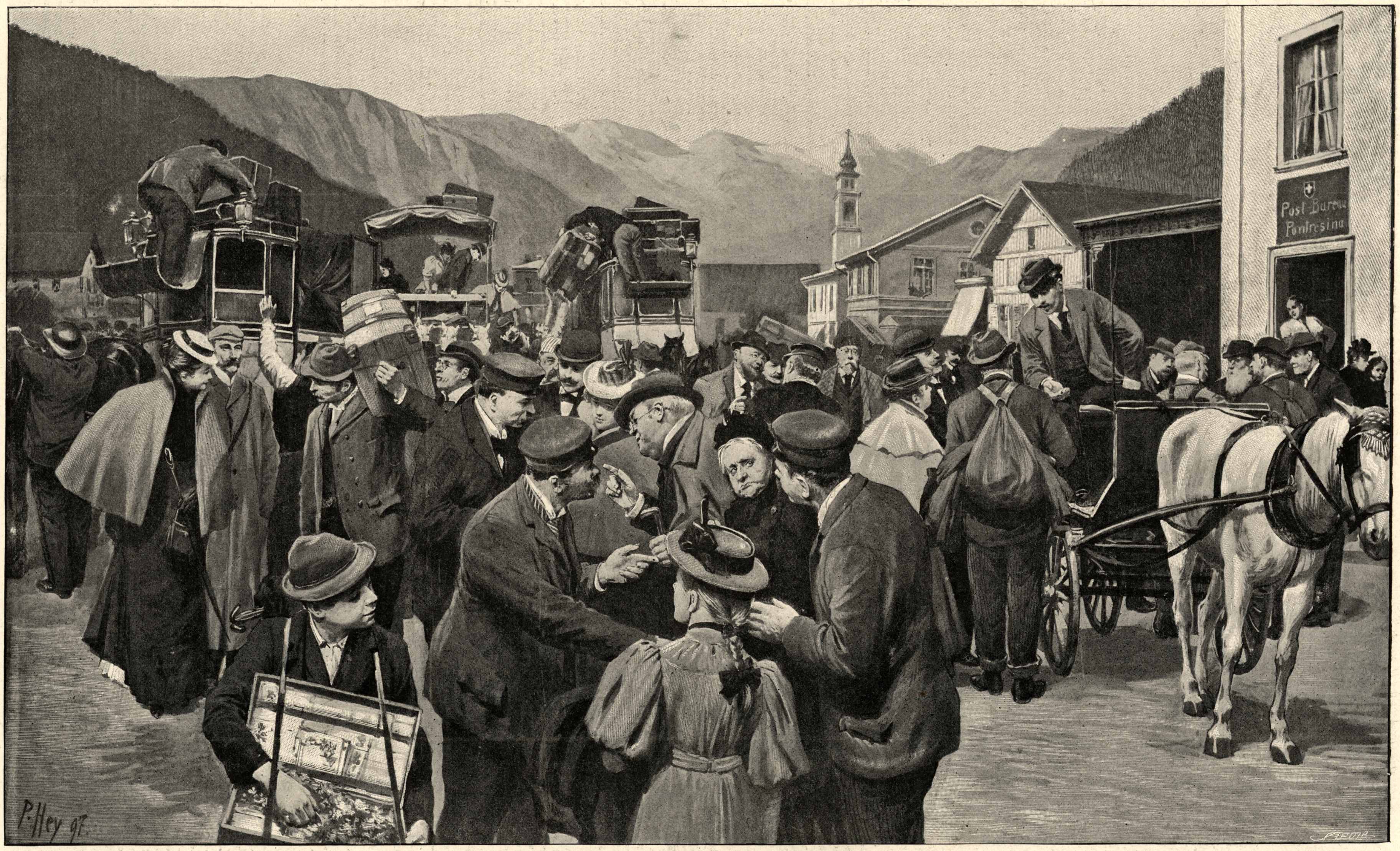
Ankunft der Postkutschen vor dem Hotel Pontresina & Post

Den ebenfalls viergeschossigen Erweiterungsbau in schlichten Neurenaissanceformen bekrönte auf dem flachen Dach das Schild Hotel Pontresina. Durch seine bedeutend grössere Geschosshöhe überragte er den Altbau deutlich. Die gliedernden Elemente der fünfachsigen Hauptfassade mit abgeschrägter Ecke sind mehrheitlich aus Holz, Blech und Zinkguss gefertigt und erhielten einen steinfarbenen Anstrich. Das Erdgeschoss nahm neben dem Hotelempfang das Restaurant auf, wo Passanten oder Hotelgäste à la carte essen konnten. Im hinteren Teil des Erdgeschosses befand sich die Küche für Restaurant und Hotel. Im hohen ersten und zweiten Geschoss befanden sich die besseren Gästezimmer mit ihren grossen Fenstern. Aus den an der Dorfstrasse gelegenen Zimmern genossen die Gäste die Sicht ins Val Roseg und den Roseggletscher. Besonders ausgezeichnet waren die Eckzimmer neben zwei Fenstern durch die Balkone an der abgeschrägten Hausecke. Das niedrigere vierte Geschoss nahm einfachere Zimmer für Gäste mit weniger hohen Ansprüchen auf oder für mitgereiste Bedienstete. Nach der Erweiterung verfügte das Hotel insgesamt über eine Kapazität von 66 Betten.
Auf der Bergseite über der Küche lag in der ersten Etage der über zwei Geschosse reichende Speisesaal. Die Gäste erhielten ihre Mahlzeiten, ein mehrgängiges Menu ohne Wahlmöglichkeiten, an den langen Tischen der Table d’hôte zur festgesetzten Zeit – Mittagessen um 13:00 und Abendessen um 19:30. Die Abläufe erforderten pünktliches Erscheinen, Herrschaften, die verspätet ankommen, werden mit laufender Platte serviert. Gegen einen Service-Zuschlag von 1 Franken für das Mittagessen und 2 Franken für das Abendessen konnten die Gäste ihre Mahlzeiten auch im Restaurant individuell bedient einnehmen. Die ursprünglich Ausmalung der Decke des Speisesaals verbirgt sich heute hinter einer abgehängten Gipsdecke. Abgetrennt im Halbgeschoss gegen das Hotel versteckten sich die Lagerräume für Geschirr, Besteck und das Hotelsilber mit den Platten, Wärmeglocken, Tafelaufsätzen und weiteren Teilen, welche die standesgerechte Bedienung der Gäste an der Table d'hôte erforderte. Über dem Speisesaal lagen im vierten Geschoss weitere einfachere Zimmer.

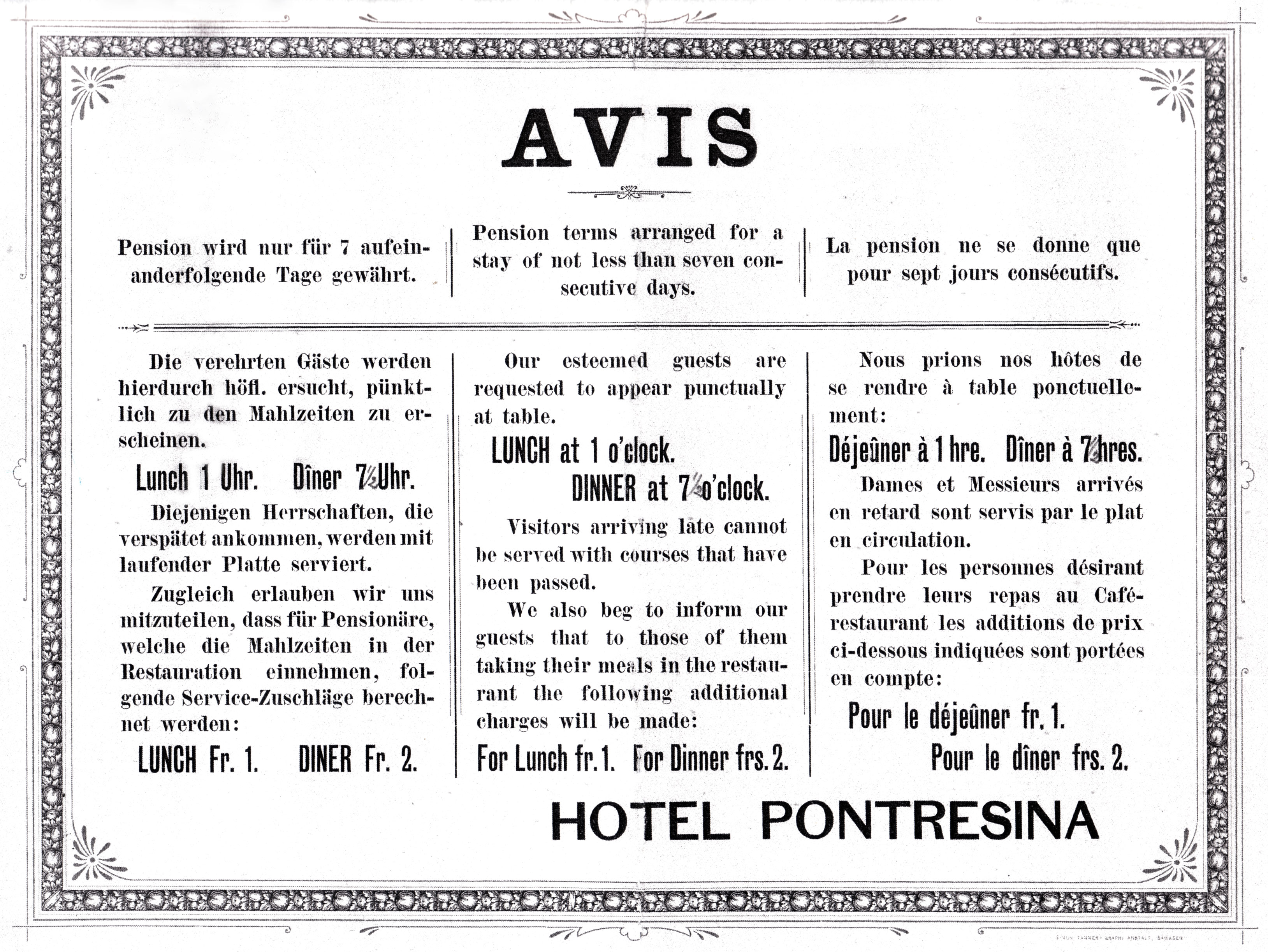
Dreisprachige Bekanntmachung (Avis) zu den Mahlzeiten an die Gäste
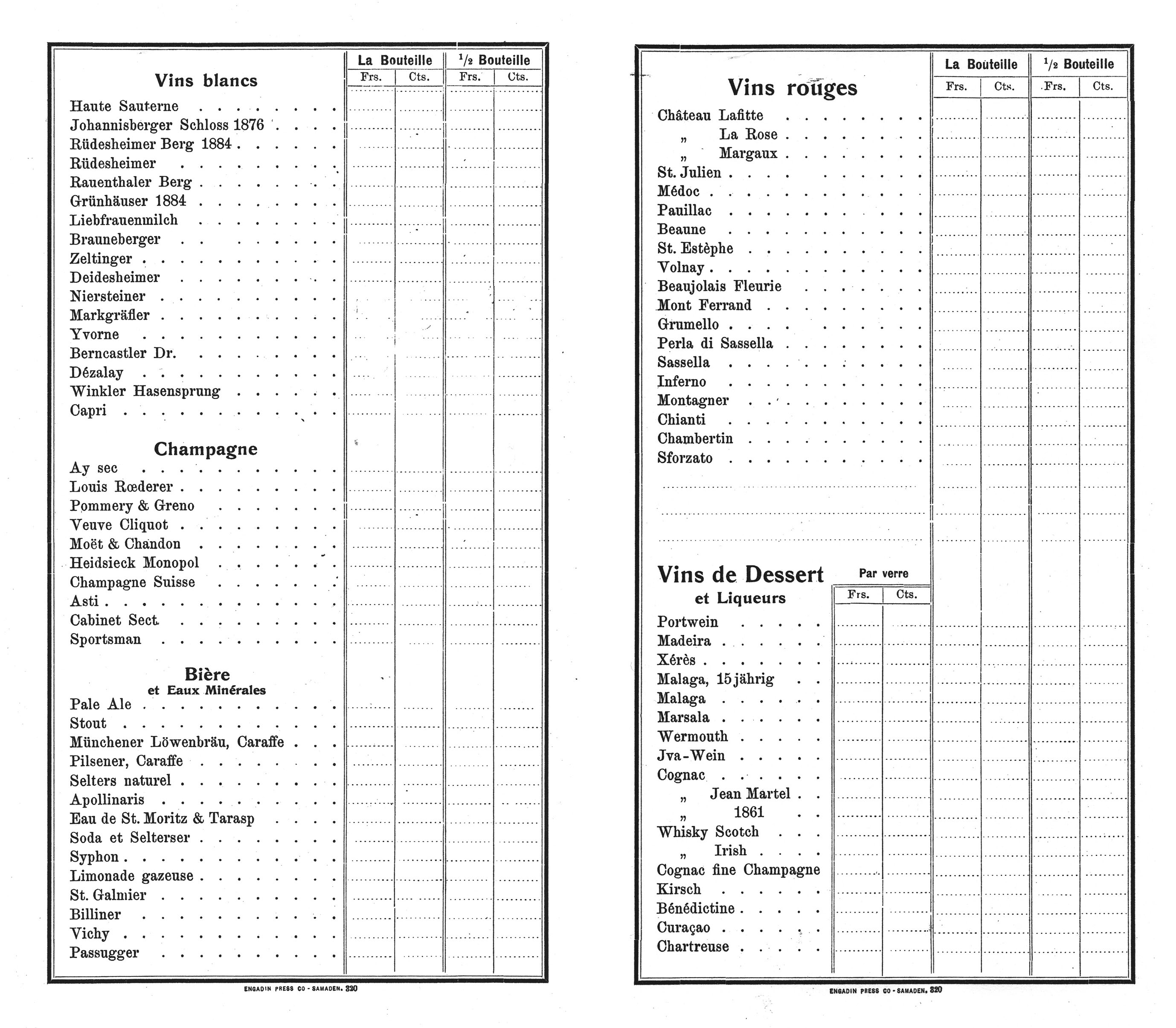
Getränkekarte des Hotels Pontresina aus den 1890er Jahren

Individuelle Badezimmer und Toiletten waren in den 1880er Jahren selbst in den Häusern ersten Ranges in Europa nicht üblich. Die Toilettenanlagen befanden sich pro Stockwerk neben dem Treppenhaus. Diese Einrichtungen bewegten sich im Rahmen des Üblichen. Der Architekt Hermann von der Hude empfahl im Handbuch der Architektur 1885 ein Badezimmer für 40 bis 50 Betten sowie auf 10 Betten einen Abort. Verlangte ein Gast ein Bad, wurde eine Zinkbadewanne auf das Zimmer gebracht und mit Wasser gefüllt. Zur Körperpflege in den Zimmern benutzten die Gäste Waschschüsseln und -krüge sowie Nachttöpfe. Einige Exemplare der Firmen Brown-Westhead, Moore & Co und Villeroy & Boch haben sich im Hotel erhalten.
Bereits 1891 waren die Gesellschaftsräume elektrisch erleuchtet. Gegen einen Zuschlag war elektrisches Licht anstelle von Kerzen auch in den Zimmern zu haben.
Dem Hotel gegenüber auf der anderen Strassenseite lag der als Terrasse ausgebildete Hotelgarten mit Aussicht ins Rosegtal und auf den Roseggletscher. Sein Unterbau bildete ein Keller mit ausgedehnten Lagerräumlichkeiten, der über einen Tunnel unter der Dorfstrasse mit den Kellern des Hotels in Verbindung stand. Zwei hölzerne Pavillons boten den Gästen Sitzgelegenheiten sowie Schutz vor Sonne und Regen.

### Der Hotelpalast von 1895

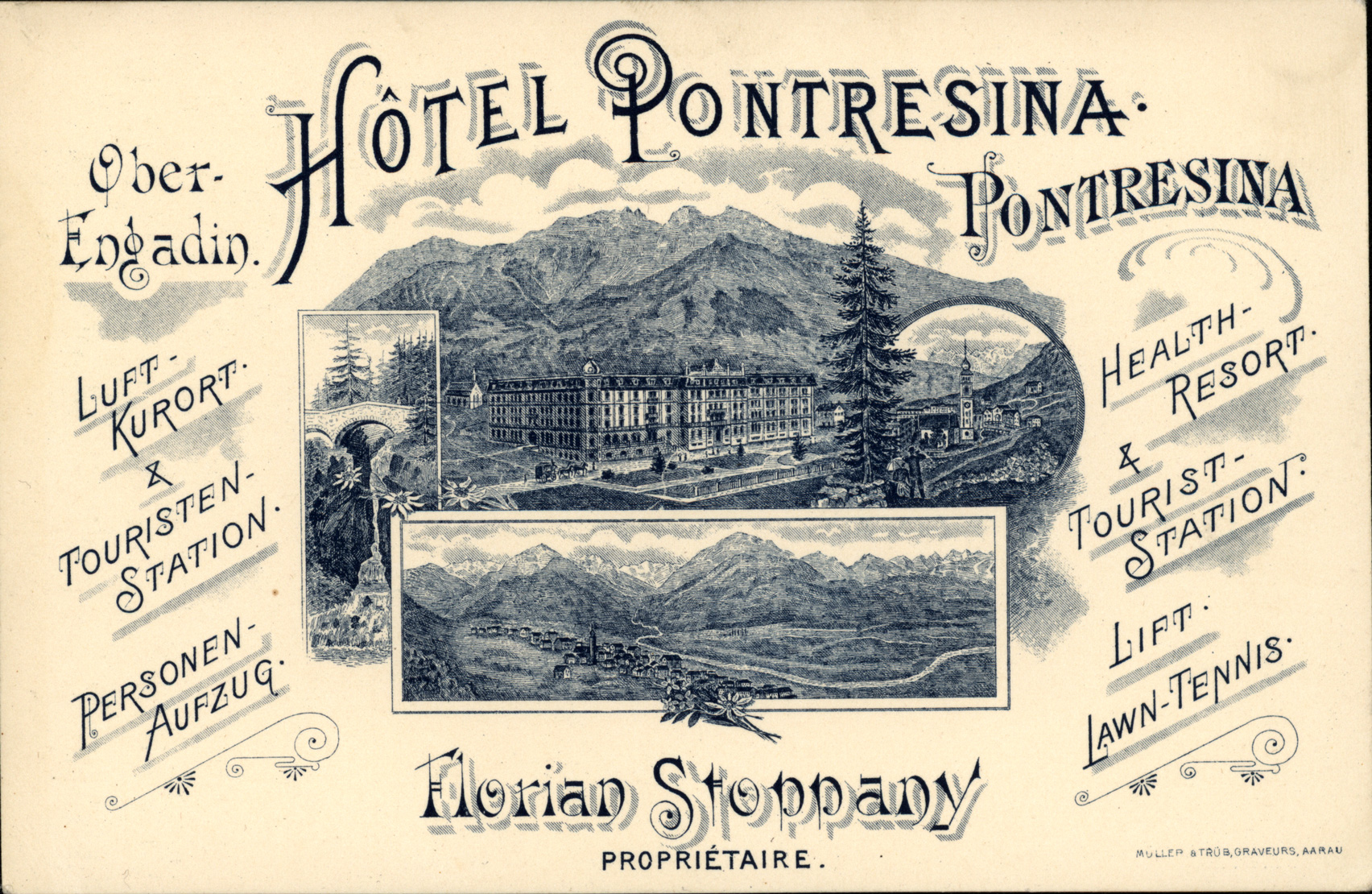
Ansichtskarte des Hotels nach der Erweiterung

Der wirtschaftliche Erfolg erlaubte Stoppany 1895 die Erweiterung seines Hotels. Mit dem Neubau konnte er neben der Kapazitätserweiterung auf 150 Zimmer mit 200 Betten auch die seit 1880 gewachsenen Ansprüche der Gäste an Einrichtungen und Komfort abdecken und mit der Konkurrenz in Pontresina und in St. Moritz gleichziehen.
Als Architekt wählte er wiederum Jakob Ragaz. Der Erweiterungsbau von 1881 wurde zum Seitenflügel, während ein neuer Mittelrisalit und ein neuer Nordflügel die ältesten Bauteile, die ehemalige Maison Stiffler und das Haus des Photographen Flury, ersetzten. Die nun nahezu symmetrische Anlage steigerte die Erscheinung des Hotels zum imposanten Hotelpalast. Mit dem Abbruch der alten Bauteile entfiel auch der Namensteil Hotel Post – das Haus ersten Ranges nannte sich nun nur noch Hotel Pontresina. Für die Poststelle fand sich kein Platz mehr. Sie zog in ein eigenes, 1894/95 errichtetes Gebäude an der Via Maistra 160, das heutige Hotel Post.
Passend zum Bau von 1881 wählte Ragaz wiederum Neurenaissanceformen, dem geänderten Zeitgeschmack entsprechend in reicheren Formen. Alle Bauteile verbindet das gequaderte Sockelgeschoss. Mit seiner Ritzquaderung unterscheidet sich der Mittelrisalit von den glatt verputzten Seitenflügeln. Der neue Nordflügel und der Mittelrisalit erhielten ein zusätzliches Geschoss unter dem grünlichen Mansarddach. Der Dachabschluss des Mittelrisaliten folgte der Linie der Mansardfenster, auch der Rundung der Serliana in der Mittelachse. Die Brüstung trug als weit sichtbare Reklame den Schriftzug Pontresina – Hotel – Pontresina (heute Sport – Hotel – Sport).
Die Fassaden des neuen Seitenflügels sind wesentlich repräsentativer gestaltet. Im Gegensatz zum Altbau, wo nur die Eckzimmer des ersten und zweiten Obergeschosses über einen Balkon verfügen, erhielten nun die meisten Zimmer in diesen Geschossen einen Balkon, nicht nur an der Hauptfassade, sondern auch an der Nordfassade. Weitere Schmuckelemente sind Kugelnischen und Medaillons mit Schweizerkreuzen. Die abgeschrägte Ecke des Hotels betont ein mehrgeschossiger, mit einer kleinen Kuppel bekrönter Erker. Der neue Seitenflügel tritt gegenüber dem Mittelrisaliten und dem Altbau von 1881 leicht zurück. Dies schuf Platz für eine Terrasse vor den Gesellschaftsräumen. Von ihr konnten die Gäste den Verkehr und das Treiben auf der Berninapassstrasse direkt vor dem Hotel beobachten wie auch den Blick in die Ferne auf das Rosegtal mit dem Gletscher und die Berge richten.

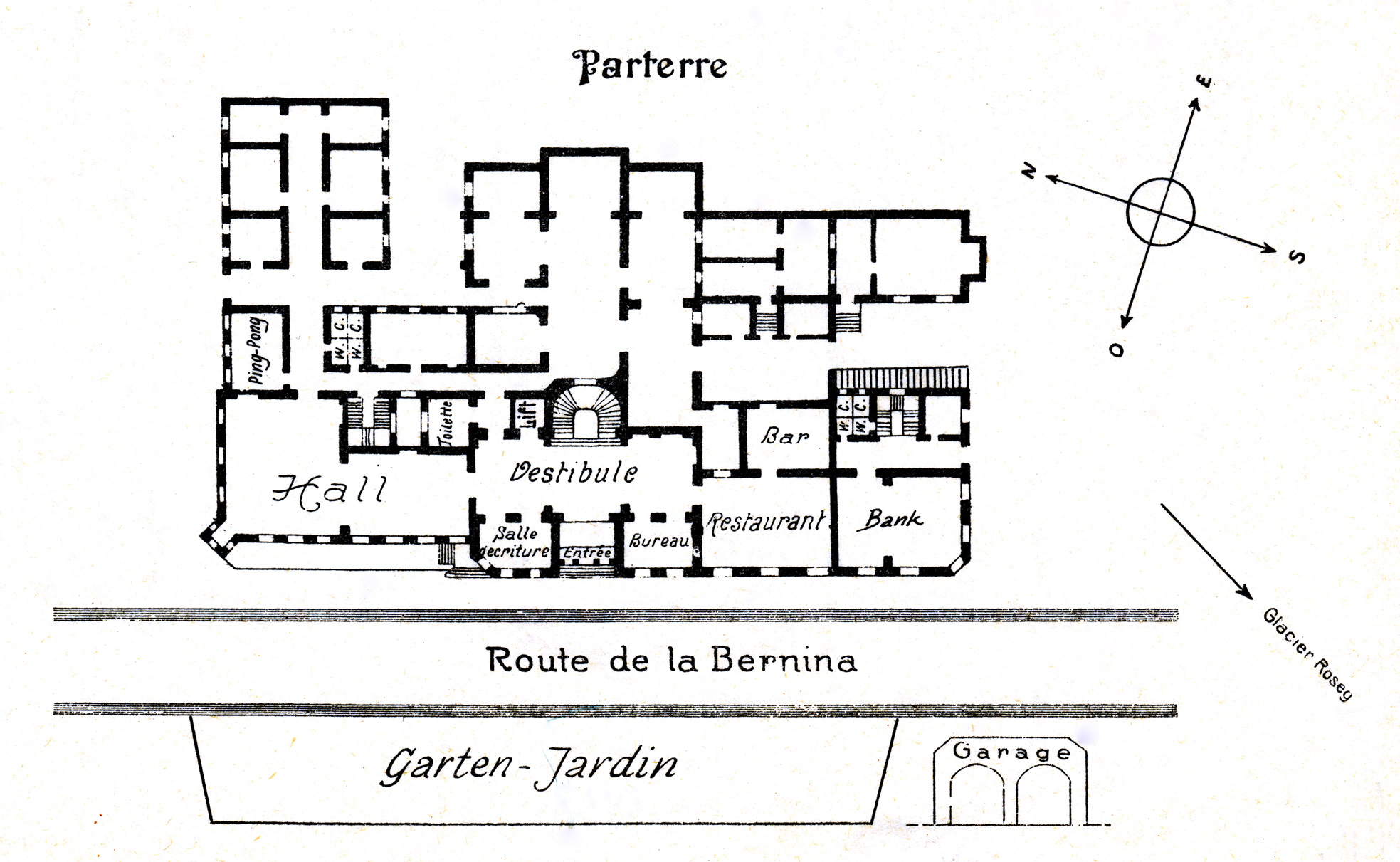
Das Erdgeschoss nach der Erweiterung

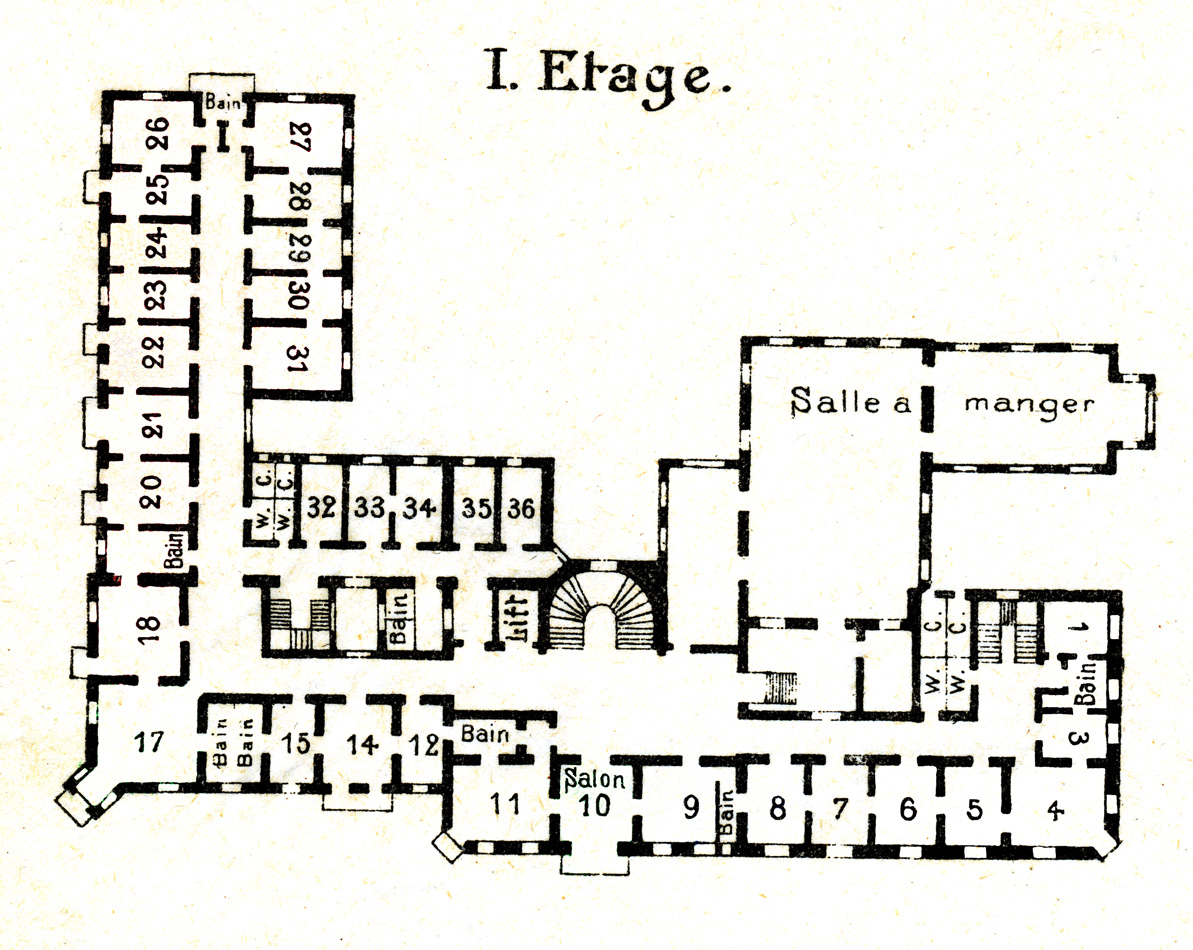
Zimmerplan der ersten Etage

Genügte zu Beginn der 1880er Jahre noch der Speisesaal, so etablierten sich in den folgenden Jahren in den Hotels weitere Gesellschaftsräume als Orte der Repräsentation und der gesellschaftlichen Begegnung. Jakob Ragaz integrierte diese Räume in das Erdgeschoss des Erweiterungsbaus und konnte sie so zwanglos mit dem neuen Vestibül und dem repräsentativen Treppenhaus aus Gusseisen im Mittelteil verbinden. Das bisherige Treppenhaus wurde zur Nebentreppe, der neue Nordflügel erhielt eine zusätzliche Nebentreppe mit Lichthof. Zum gesteigerten Komfort gehörte auch die Liftanlage, die erst nach 1900 in den gehobeneren Hotels flächendeckend verbreitet waren.
Das Vestibül erstreckte sich über die ganze Breite des Mittelbaus. Gegen die Strasse schlossen sich rechts des Eingangs das Direktionsbüro und links das Schreibzimmer, die Salle d'ecriture, an. Entsprechend der hohen Belastung erhielt das Vestibül einen Bodenbelag aus Bodenfliesen mit eingelegtem Muster, sogenannte „Mettlacher Platten“ der Firma Villeroy & Boch, heute abgedeckt durch einen Teppichbelag.
Das gesamte Erdgeschoss des linken Seitenflügels nahm die ausgedehnte Halle ein. Im vorderen Teil gegen das Vestibül befand sich die Hotelbibliothek mit über 300 Bänden, aufbewahrt in einem in der Wand eingelassenen Schrank mit Glastüren. Zentrum des hinteren Teils war der Kamin. Zahlreiche Fauteuils, Sessel und andere Sitzgelegenheiten gruppierten sich um die Salontische. Die Wände waren mit Stoff bespannt, den Boden bedeckte im vorderen Teil ein Fischgrätparkettboden und hinten ein Kassettenparkett. Der anschliessende, im Grundriss als Ping-Pong bezeichnete Raum, diente im Verlauf der Zeit auch als Billardzimmer und Bridgeroom.
Restaurant und Bar im Altbau blieben unverändert. An die Stelle des ehemaligen Empfangsbereichs des Hotels trat ein Ladengeschäft, im Grundriss als Bank bezeichnet, das verschiedentlich umgebaut wurde. Die Erweiterung des Hotels erforderte einen grösseren Speisesaal (Salle à manger). Der Anbau eines neuen Ökonomiegebäudes südlich an den bestehenden Trakt vergrösserte seine Fläche rund um die Hälfte. Zwei ehemalige Rundbogenfenster des alten Speisesaals verbanden als Durchgänge die beiden Saalteile.
Die Zimmeraufteilung im neuen Flügel war von der ersten bis zur dritten Etage weitgehend identisch. Die Zimmer reihten sich entlang eines Mittelganges, der sich im vorderen Bereich des Hotels teilte und den Lichthof, ein Etagenbad und das Nebentreppenhaus umschloss. Individuelle Badezimmer waren auch in den 1890er Jahren noch nicht die Regel. Die gesteigerten Ansprüche definierte die Neuauflage des Handbuchs der Architektur 1894 mit ein Badezimmer für je 20 bis 30 Betten und auf je 8 Betten ein Abort. Der Neubau erhielt als Ausdruck des gesteigerten Komforts auf jeder Etage sechs Bäder (im Grundriss Bain). Durch mehrere Verbindungstüren liessen sich diese einem der angrenzenden Zimmer zuteilen oder durch die Tür zum Gang als Gemeinschaftsbad nutzen.
Die besten Zimmer im Mittelbau zeichneten sich aus durch ihre Grösse, die Sicht auf den Roseggletscher, die Möglichkeit für ein individuelles Badezimmer sowie die Nähe zum Haupttreppenhaus und zum Lift. Gäste in diesen Zimmern konnte zudem einen Salon anmieten, der sich gleich wie die Badezimmer durch mehrere Verbindungstüren verschiedenen Zimmern zuteilen liess. Auch die Zimmer selber konnten durch zusätzliche Türen zu grösseren Appartements zusammengeschlossen werden. Etwas weniger Komfort boten die Zimmer an der Westseite des Nordflügels. Zur Erbauungszeit führte der Blick von dort zwar nicht auf den Gletscher, aber auf das Unterdorf Laret mit der Pfarrkirche San Niculò und in der Ferne auf den Piz Julier. Alle Zimmer verfügten bereits über elektrisches Licht. Die Elektrizität lieferte ein Generator im Keller.

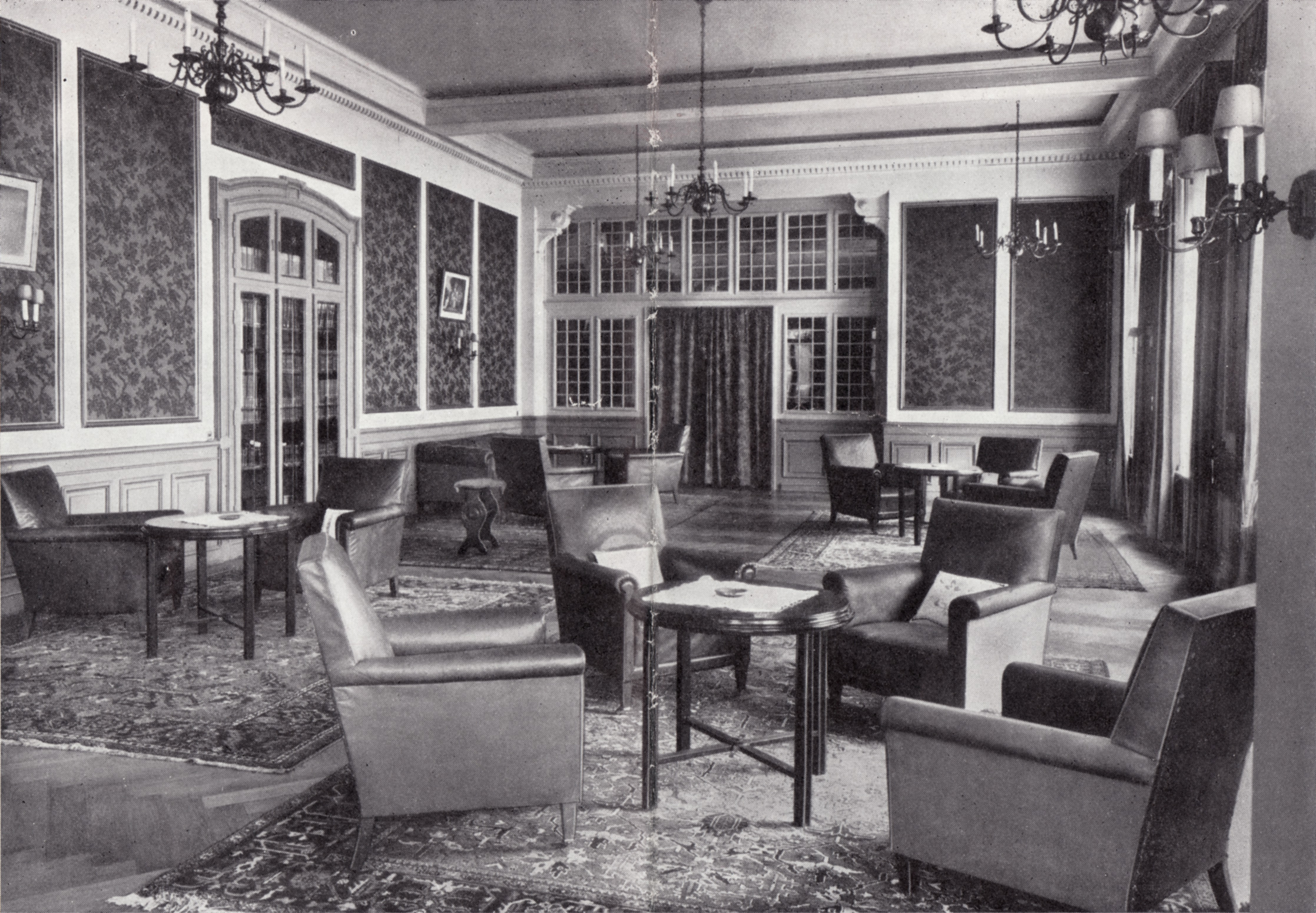
Vorderer Teil der Halle mit der Hotelbibliothek
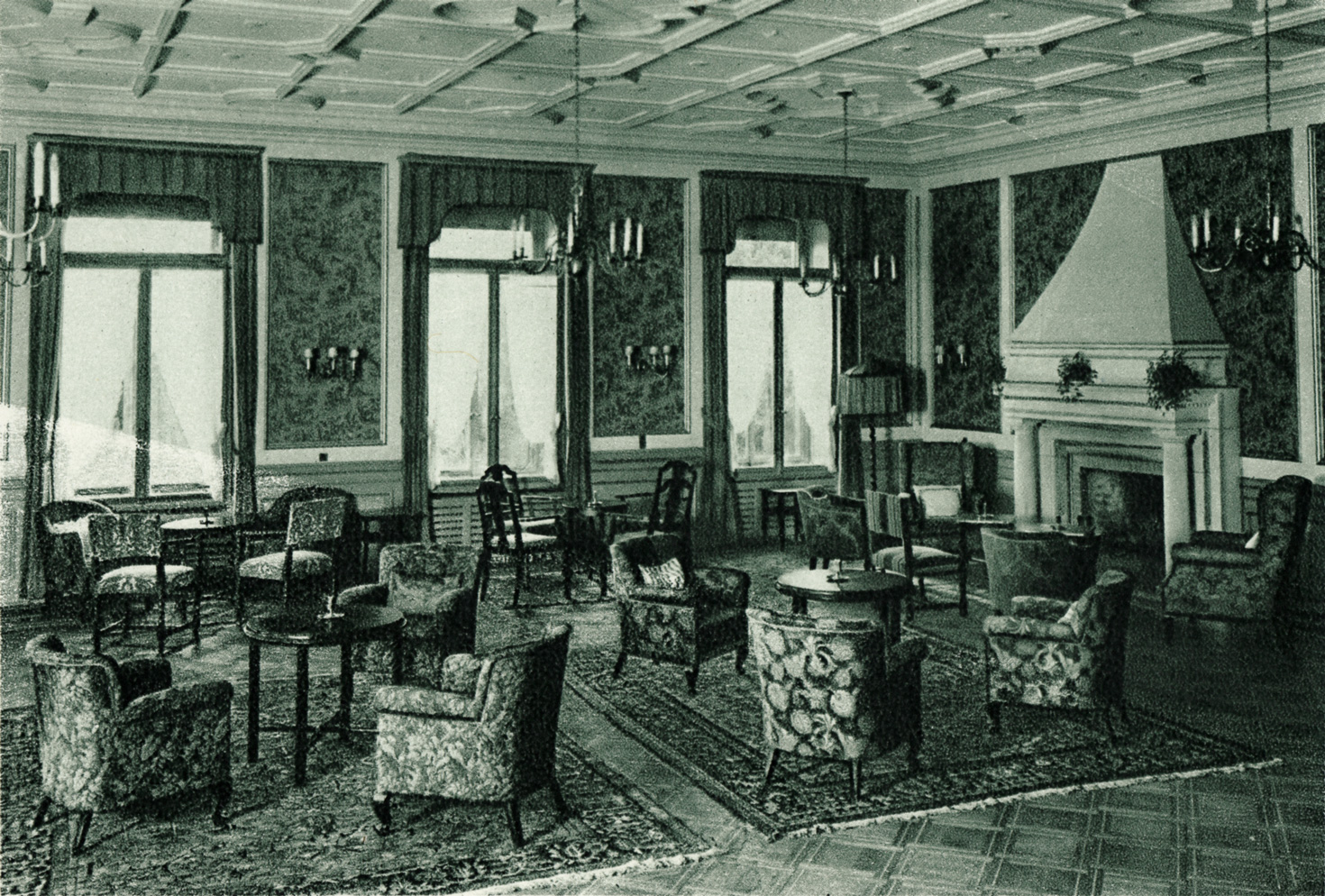
Hinterer Teil der Halle mit dem Kamin
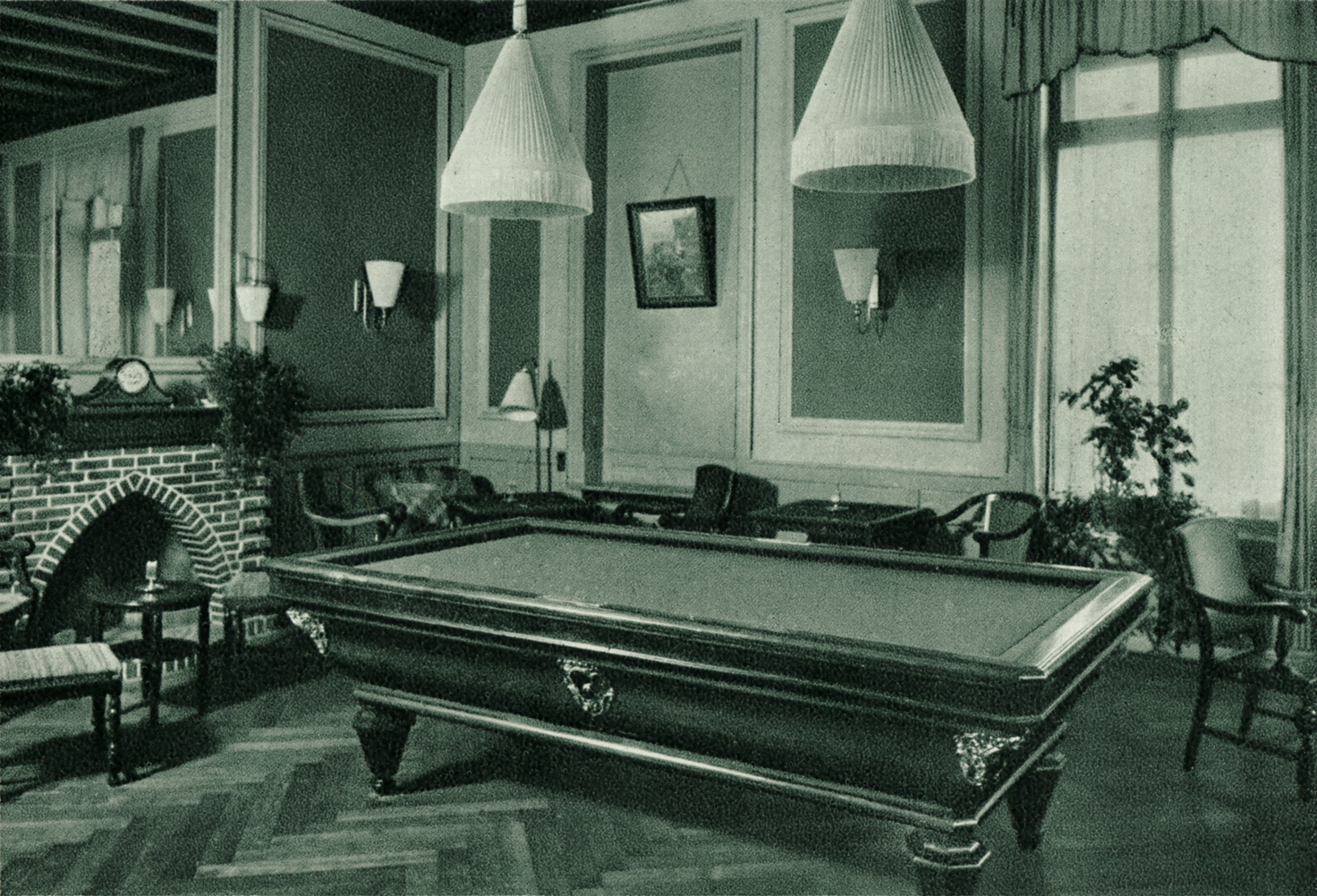
Ping-Pong Zimmer, auch Billardzimmer und Bridgeroom
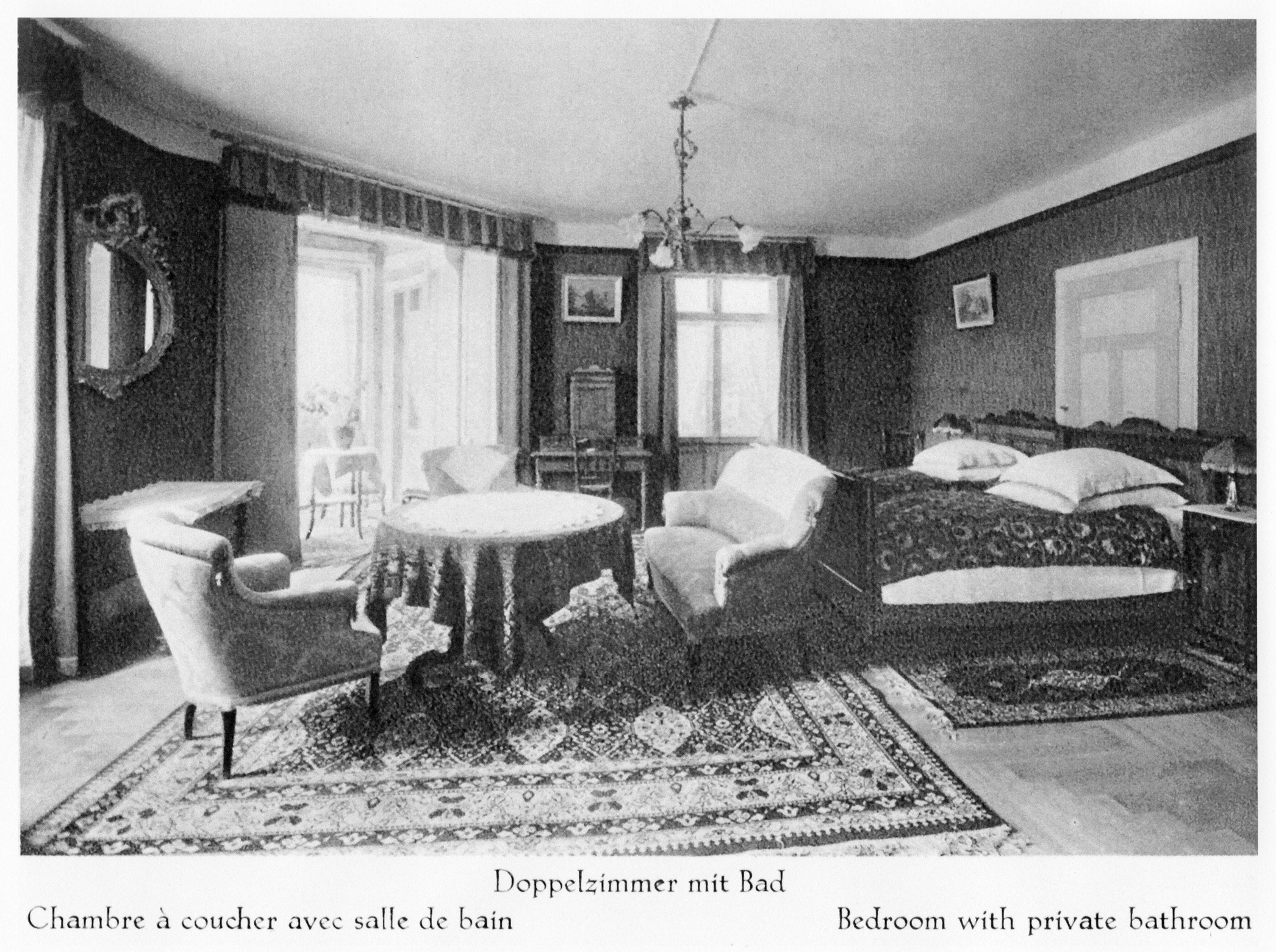
Eckzimmer mit Privatbad und elektrischer Beleuchtung, weitgehend im Zustand der Erstausstattung

## Geschichte

### Jahrhundertwende bis zum Ersten Weltkrieg – Goldgräberstimmung

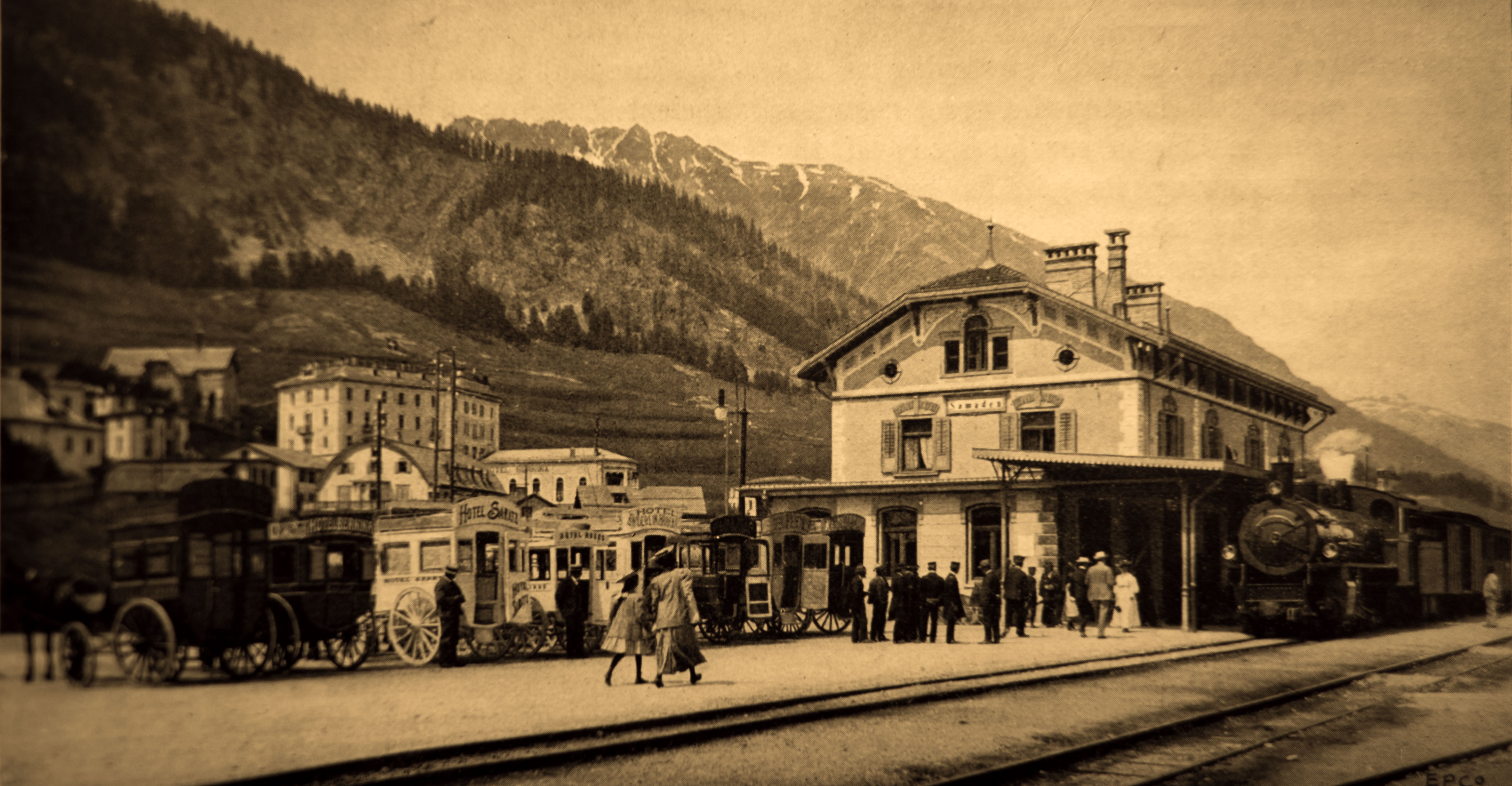
Pferdeomnibusse warten 1907 am Bahnhof Samedan auf die Ankunft der Gäste

Der Hotelgründer Florian Stoppany starb am 25. Januar 1901. Für die Erben übernahm sein ältester Sohn Johann Stoppany die Hotelleitung, die Geschwister übertrugen ihm ihre Anteile am Hotel erst 1906. Sie blieben aber ebenfalls in der Hotellerie/Gastronomie tätig. Die älteste Tochter Lina führte mit ihrem Mann Christian Kuoni-Stoppany seit 1903 das Grand Hotel Miramar in Santa Margherita Ligure an der Italienischen Riviera und der zweitälteste Sohn Florian übernahm 1908 das neueröffnete Bahnhofsrestaurant Pontresina und betrieb es bis nach dem Ersten Weltkrieg. 1901 erhielt das Haus den Anschluss an das öffentliche Stromnetz. Die erst 1891 installierte und nun nicht mehr benötigte Elektroanlage, zwei Petrolmotoren von 7 PS, zwei Gleichstrommaschinen à 40 Ampere und 120 Volt, eine Akkumulatorenbatterie sowie eine Schalttafel, wurden veräussert.
Der technische Fortschritt zeigte sich auch im Verkehr. Am 1. Juli 1903 eröffnete die Albulabahn auf der Strecke Thusis-Samedan. Damit war das Oberengadin über Chur per Eisenbahn erreichbar. An die Stelle der zehnstündigen Postkutschenfahrt über den Albula- oder Julierpass trat eine komfortable vierstündige Eisenbahnfahrt. Am Bahnhof Samedan wartete neu ein hoteleigener Pferdeomnibus auf die Gäste und brachte sie ins Hotel. Die Verzweigung der Albulabahn nach Pontresina eröffnete erst am 1. Juli 1908.
Die leistungsfähigere und wintersichere Verbindung brachte eine Ausweitung des Tourismus. Als Folge entstanden Erweiterungen der touristischen Einrichtungen, wie zahlreiche Hotelneubauten oder die 1907 eröffnete Standseilbahn von Punt Muragl auf den Aussichtsberg Muottas Muragl teils bereits im Vorfeld der Eröffnung der Eisenbahnstrecke. Bestehende, auf Sommerbetrieb ausgerichtete Hotels rüsteten auf für den Winterbetrieb, da die zusätzliche Saison eine gesteigerte Auslastung und damit eine bessere Verzinsung des investierten Kapitals versprach. Zu diesen Hotels zählte auch das Hotel Pontresina.
Im Hotel Pontresina waren bereits im Erweiterungsbau von 1891 15 der 66 Zimmer mit Holzöfen versehen und liessen sich individuell beheizen. Diese Heizung wurde den Gästen pro Kiste Holz in Rechnung gestellt. Sie war aber nur zur Überbrückung von wenigen kälteren Tagen gedacht, für einen regulären Winterbetrieb genügte sie nicht. Für die Wintersaison 1906/07 erhielt das Haus deshalb eine Zentralheizung, die im Herbst 1913 nochmals erweitert wurde. Neue, aufwändig mit Fotografien illustrierte Prospekte, die auch in englischen und französischen Ausgaben erschienen, sollten zusätzliche Gäste gewinnen für die Wintersaison und für neue Aktivitäten wie Skifahren, Skitouren, Schlitteln, Skijöring, Schlittschuhlaufen oder Ausfahrten mit Pferdeschlitten.
Eine weitere Neuerung der Wintersaison waren festliche Tanz- und Kostümbälle, welche die grossen Hotels, darunter auch das Hotel Pontresina, für eigene und fremde Hotelgäste veranstalteten. Auf die deutschen Gäste ausgerichtet waren in den Jahren vor dem Ersten Weltkrieg die Feiern zum Geburtstag von Kaiser Wilhelm II. jeweils am 27. Januar. Eher ein Experiment in den Augen des Berichterstatters war der «Tango Tea», zu dem das Hotel Pontresina am 27. Dezember 1913 lud.
Durch die Hotelneubauten wuchs die Konkurrenz und es zeichnete sich eine tendenzielle Überkapazität ab. Betrug die Bettenzahl in Pontresina 1890 noch 1200 Betten, waren es 1900 bereits 1530 und 1910 1850 Betten. In Pontresina eröffnete 1905 das Hotel Schweizerhof und 1907 das Hotel Palace (heute Hotel Walther). 1908 erweiterte sich das bisher eher bescheidene Hotel Enderlin zum Schlosshotel Enderlin mit seinem markanten, weit sichtbaren Turm und als letzter Hotelbau vor dem Ersten Weltkrieg 1914 das Hotel Rosatsch gleich auf dem Nachbargrundstück des Hotels Pontresina. Mit ihren moderneren Bauformen – Burgenstil oder Bündner Heimatstil – und ihren moderneren Einrichtungen besassen diese Neubauten einen Vorteil gegenüber den in den 1890er Jahren erbauten und erweiterten Hotels.
In dieser euphorischen Phase verkaufte Johann Stoppany per 15. Juli 1909 das Hotel der neu begründeten A.-G. Hotel Pontresina zu einem Preis vom 1'057'000 Franken. Zusätzlich übernahm die Aktiengesellschaft das Hotelmobiliar von der St. Moritzer Bank für 200'000 Franken, während sich Johann Stoppany mit 148'000 Franken in 296 Aktien à 500 Franken Nennwert beinahe zur Hälfte an der Gesellschaft mit einem Aktienkapital von 300'000 Franken beteiligte. Aus dem Aktionärsverzeichnis geht hervor, dass sich auch seine Geschwister und weitere Verwandte an der Gesellschaft beteiligten. Mit Hans Beck übernahm ab 1911 ein Angestellter, nicht mehr ein Mitglied der Hotelierfamilie, die Direktion des Hotels.

### Erster Weltkrieg
Mit dem Ausbruch des Ersten Weltkriegs endete die Hochphase abrupt. Innerhalb kürzester Zeit reiste die Mehrzahl der Gäste ab. Schnell zeichnete sich ab, dass diese Krise für den Grossteil der Hotels existenzbedrohend war, da die Einnahmen zur Zahlung der laufenden Kosten, der Zinsen und der Rückzahlung der aufgenommenen Kredite fehlten.
Als Reaktion erfolgte bereits im Dezember 1914 die Gründung der Bündner Kreditgenossenschaft mit dem Zweck zur Durchhaltung lebensfähiger Unternehmungen und zur Verhinderung des Untergangs bedeutender Werte. Das Genossenschaftskapital stellten die betroffenen Standortgemeinden, Banken, das Hotelgewerbe selber und seine Zulieferbetriebe. Durch nachrangige Hypothekendarlehen verschaffte sie den Betrieben Liquidität. Später in Aktien umgewandelte Forderungen der Kreditgenossenschaft zeigen, dass auch das Hotel Pontresina von dieser Einrichtung profitierte.
Auch der Gesetzgeber wurde auf Betreiben der Hoteliers tätig. Der Schweizer Bundesrat erliess per 2. November 1915 die Verordnung betreffend Schutz der Hotelindustrie gegen die Folgen des Krieges. Diese umfasste zum einen eine weitgehende Stundung der Zins- und Kapitalrückzahlungen und einen Schutz vor Zwangsverwertungen für Hotels. Zum andern führte sie in Artikel 27 eine Bedürfnisklausel ein, das sogenannte Hotelbauverbot, indem ohne Bewilligung des Bundesrates weder neue Hotels und Fremdenpensionen erstellt, noch bestehende, anderen Zwecken dienende Bauten zur gewerbsmässigen Beherbergung von Fremden verwendet werden dürfen.
Die Gästelisten der Kriegsjahre zeigen, dass die ausbleibenden ausländischen Gäste nur schwer durch Schweizer Gäste ersetzt werden konnten. Zudem bevorzugten Schweizer die günstigeren Häuser zweiten und dritten Ranges gegenüber den Luxushotels. Im Winter blieb das Hotel Pontresina jeweils geschlossen.

### Zwischenkriegszeit
Das Ende des Ersten Weltkriegs verbesserte die schwierige Lage der Hotellerie vorerst nur wenig. In der Wintersaison 1918/1919 blieb das Hotel Pontresina erneut geschlossen. Die Nachkriegsinflation in der Schweiz führte zu steigenden Lebenshaltungskosten und verschlechterte die Kostensituation der Betriebe.
Mit der Reisefreiheit vor dem Ersten Weltkrieg war es vorbei. Baedekers Reiseführer Schweiz empfahl in der Ausgabe 1911 einen Pass nur zur Entnahme eingeschriebener Postsendungen sowie bei Wanderungen in den französischen und italienischen Grenzdistrikten. Nun erschwerten Reisepass und Visa die Reise in die Schweiz. Der Kampf gegen die Visa und Visagebühren war eine dauernde Aufgabe der Interessenverbände der Hoteliers, des Schweizerischen Hoteliervereins und des 1918 neu gegründeten Bündner Hoteliervereins.
Das traditionell auf deutsche Gäste ausgerichtete Hotel Pontresina litt doppelt unter der Inflation in Deutschland zu Beginn der 1920er Jahre. Zum einen wurden Devisen für eine Reise in die Schweiz unerschwinglich, zum andern verarmten durch die Geldentwertung diejenigen Gesellschaftsschichten, aus der in der Vorkriegszeit die Gäste des Hotels Pontresina stammten.
Am 18. Dezember 1920 erneuerte der Bundesrat mit der Verordnung betreffend die Nachlassstundung, das Pfandnachlassverfahren für Hotelgrundstücke und das Hotelbauverbot die Verordnung von 1915. Insbesondere auch das Hotelbauverbot blieb weiterhin bestehen. Schliesslich fand das Verbot Eingang in die reguläre Gesetzgebung mit dem am 16. Oktober 1924 ratifizierten Bundesgesetz betreffend Einschränkung der Erstellung und Erweiterung von Gasthöfen, das am 1. Januar 1926 in Kraft trat. Die mit Beteiligung des Bundes 1921 gegründete Schweizerische Hotel-Treuhand-Gesellschaft war eine weitere Institution zur Stützung des Hotelgewerbes. Sie sollte mit günstigen Krediten die Erneuerungen und Modernisierungen wie zum Beispiel zeitgemässe Sanitärinstallationen fördern.
Ab 1924 setzte allgemein eine Erholung der Gästezahlen ein, wovon auch das Hotel Pontresina profitierte. Mit diesem Aufschwung im Zusammenhang steht die Erneuerung der Gesellschaftsräume, die sich in den Hotelprospekten dokumentiert. Das in diesen Jahren aufkommende Bedürfnis der Gäste nach Strandbädern liess sich am Stazersee, einem im Stazerwald zwischen Pontresina und St. Moritz gelegenen Badesee abdecken. Den veränderten Reisegewohnheiten der Gäste, die neu mit dem privaten Automobil anreisen wollten, stand das seit dem 5. März 1911 in Kanton Graubünden bestehende Automobilverbot entgegen. Für die Aufhebung des Verbots engagierten sich Tourismuskreise, darunter auch der Bündner Hotelierverein. Erst die zehnte Volksabstimmung am 21. Juni 1925 öffnete die Strassen dem privaten Autoverkehr.
Der Börsencrash vom 27. Oktober 1929 löste die Weltwirtschaftskrise aus und bedeutete erneut einen schweren Rückschlag. Die durch Deutschland und andere Staaten eingeführten Devisenausfuhrbeschränkungen liess die Zahl der Gäste erneut zusammenbrechen.

### Sanierungen der Aktiengesellschaft und Namenswechsel

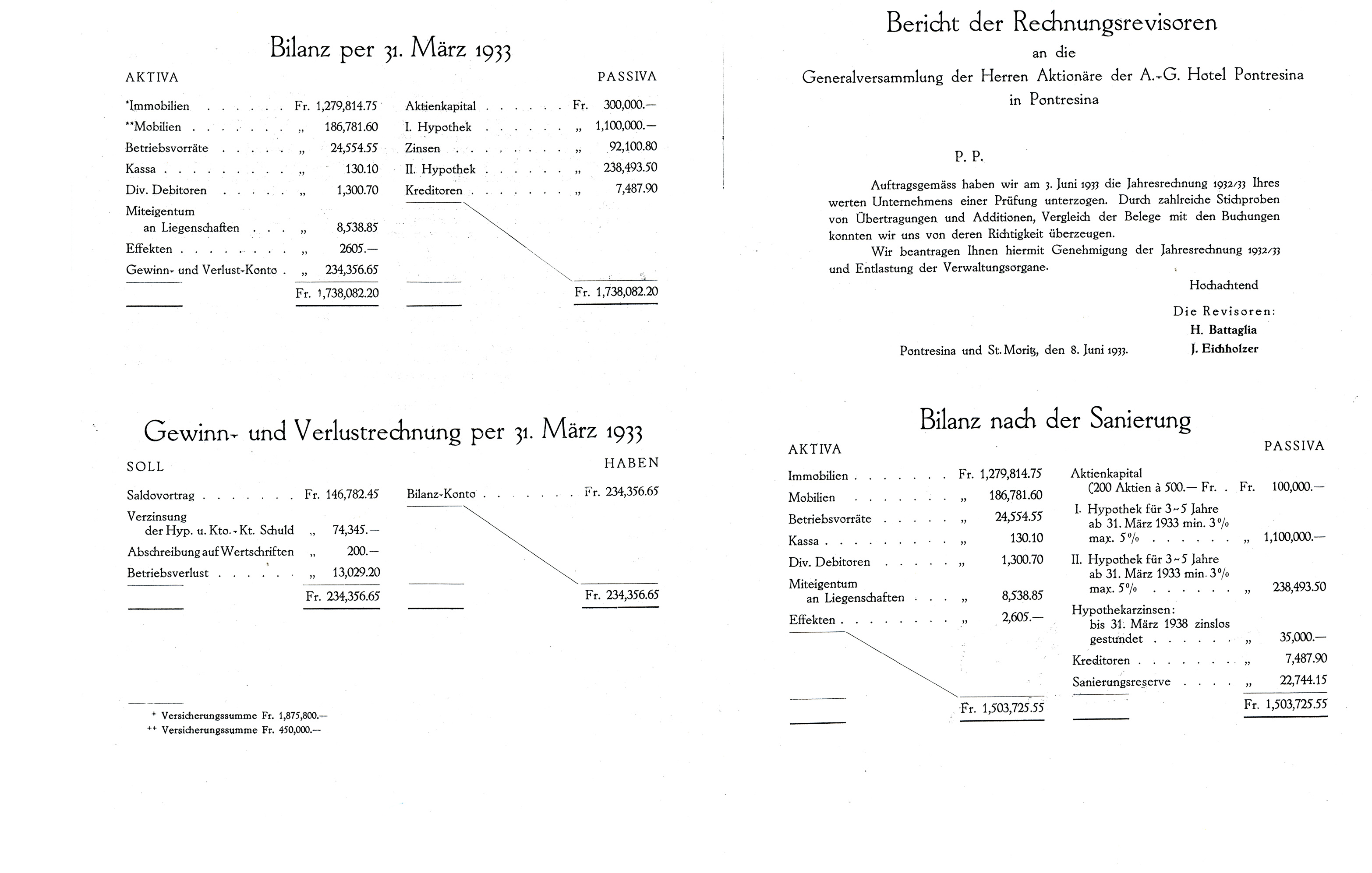
Die Bilanz des Geschäftsjahres 1932/1933

Der kumulierte Verlust per 31. März 1933 überstieg mit 234'356 Franken mehr als 80 % des Aktienkapitals von 300'000 Franken. Eine Sanierung war unvermeidbar. Die Generalversammlung vom 5. Juli 1933 beschloss die Herabsetzung des Aktienkapitals auf 20 % des Nennwerts. Fünf alte Aktien wurden zu einer neuen Aktie mit Nennwert von 500 Franken zusammengelegt. Zusätzliche neue Aktien für 40'000 Franken entstanden aus der Umwandlung ausstehender Hypothekarzinsen bei der Bündner Kantonalbank, die weitere 17'800 Franken abschrieb und die restlichen 35'000 Franken für fünf Jahre zinslos stundete. Mit diesem Schritt wurde die Kantonalbank de facto zur Besitzerin des Hotels – von den 200 Aktien gehörten ihr 114, dazu kamen noch die 62 Aktien der Bündner Kreditgenossenschaft, die sich seit 1931 in Liquidation befand und die letztlich durch die Kantonalbank übernommen werden musste.
Mit Ende des Geschäftsjahres 1933/34 endete die Direktion Hans Beck und ging mit der Sommersaison 1934 an Hans und Mary Walther. Das wirtschaftliche Umfeld zeigte sich etwas freundlicher, und das Hotel war erstmals wieder in der Wintersaison geöffnet. Hier rächten sich die Schliessungen der vergangenen Jahre, denn wie der Geschäftsbericht 1934/35 feststellt während den Wintern, während das Hotel Pontresina geschlossen blieb, hat sich die alte Kundschaft in andere Hotels und Sportplätze begeben und ist für uns zum grossen Teil verloren gegangen. Die Zinslast durch die über 1,3 Millionen Hypothekarschulden blieb erdrückend und schlug jährlich jeweils mit über 40'000 Franken zu Buche. Bereits zu Ende des Geschäftsjahres 1935/36 hatte die Gesellschaft ihr Aktienkapital wieder verbrannt. Der von der Bündner Kantonalbank als Hauptaktionärin erarbeitete und von der Generalversammlung am 21. Oktober 1936 genehmigte Sanierungsplan schrieb des Aktienkapitals erneut auf 20 % ab. Das neue Aktienkapital von 100'000 Franken entstand aus der Verrechnung mit Hypothekarforderungen der Kantonalbank. Durch die zweite Sanierung verschwanden die letzten Kleinaktionäre, lediglich entschädigt durch Genussscheine. Die Bünder Kantonalbank wurde zur Alleinbesitzerin der Aktiengesellschaft, abgesehen von wenigen Pflichtaktien des Verwaltungsrates. Die Generalversammlung beschloss auch mit Rücksicht auf die veränderte Lage, den Namen in Sporthotel Pontresina zu ändern. Damit zeigte sich, in welchen Kreisen man seine künftige Kundschaft suchen wollte.
Zeitungsmeldungen über eine Kinderlähmungsepidemie in Graubünden im Sommer 1936 liess die Sommersaison 1936 zusammenbrechen. Aber die Abwertung des Schweizer Frankens am 26. September 1936 führte zu einer Zunahme der Gästezahlen im Engadin. Das Sporthotel profitierte davon, der Betriebsverlust reduzierte sich, und zumindest für die Saisons 1937/38 resultierte wieder ein Betriebsgewinn.

### Zweiter Weltkrieg und Nachkriegszeit
Mit dem Ausbruch des Zweiten Weltkriegs am 1. September 1939 schlossen sich die Grenzen erneut. Schweizer Gäste, die anstelle der nicht mehr möglichen Auslandsreisen ihre Ferien in der Schweiz verbrachten, sowie Truppeneinquartierungen lasteten das Hotel nur ungenügend aus. Im Winter blieb es daher jeweils geschlossen. Die Rationierung von Lebensmitteln, Brennstoffen und Bedarfsartikeln erschwerte die Führung des Hotels zusätzlich. Die letzten Rationierungen für Konsumgüter endeten erst am 1. Juli 1948, also drei Jahre nach Kriegsende. Mit Beginn der ersten Sommersaison nach dem Krieg, dem 1. Mai 1946, führten Roman und Marlies Thöndury das Sporthotel, während die bisherige Direktion Hans und Mary Walther die Leitung des Hotels Palace in Pontresina übernahmen.
Das Hotel schrieb weiterhin rote Zahlen, auch wenn die Hotels im Engadin von Urlauberaktionen für Angehörige der amerikanischen Besatzungstruppen in Europa bis Ende der 1940er Jahre profitierten. Schweizer konnten zwar wieder ins Ausland reisen, doch die Möglichkeiten im kriegszerstörten Europa waren beschränkt. Dies änderte sich zu Beginn der 1950er Jahre, als vor allem in Österreich mit Hilfe des Marshallplans neu- und wiederaufgebaute Hotels eröffneten. Die Hotels im Engadin mit ihren in die Jahre gekommenen Einrichtungen – die schwierige Zwischen- und Kriegszeit hatte kaum grössere Investitionen erlaubt – mussten nun mit diesen modernen Hotels konkurrieren. Dazu kamen wieder Währungsschwierigkeiten: eine Abwertungswelle der Länder des Sterlingblocks im September 1949 führte zu einem Einbruch der Übernachtungen englischer Gäste. Ab 1950 kam es auch zu einem Personalmangel im Hotelgewerbe, da ausländische Arbeitskräfte nun vermehrt wieder in ihren Heimatländern Arbeit fanden. Hotels mussten nun aufgrund von Personalmangel geschlossen bleiben – so das Sporthotel im Winter 1953/54. Ab Mitte der 1950er Jahre lockten mit Italien und Spanien neue Feriendestinationen mit günstigen Preisen. In den 1950er Jahren fiel auch das seit dem Ersten Weltkrieg mehrmals in veränderter Form verlängerte Hotelbauverbot. In der Volksabstimmung vom 2. März 1952 stimmte eine Mehrheit gegen eine erneute Verlängerung, nachdem dagegen das Referendum ergriffen worden war.

### Übernahme durch die Kantonalbank
1963 schliesslich sah die Graubündner Kantonalbank keine weitere Zukunft der Sporthotel Pontresina AG und beschloss ihre Liquidation. Am 17. August 1963 erfolgte der Übertrag der Liegenschaft im Grundbuch. Die neue Eigentümerin investierte in den folgenden Jahren grössere Beträge in die Erneuerung des Hotels. 1965 erhielt das Hotel eine neue Heizung. Der Ostflügel, der älteste Teil des Hotels, wurde umfassend saniert und die Zahl der Zimmer durch die Umwandlung in zwei Wohnungen im ersten und im zweiten Stock reduziert. 1967 erhielten weitere Zimmer ein Privatbad, und die Zimmer wurden generell erneuert. Die Agentur der Kantonalbank, die sich seit Jahrzehnten im Erdgeschoss des Ostflügels befand, zog 1970 in den Anbau des Hotels Schweizerhof. 1971 erfolgte der Umbau der ehemaligen Bankfiliale durch den Architekten Otto Kober in ein Sportgeschäft.

### Kauf durch die Gemeinde Pontresina, Erneuerung und Wiederverkauf
1972 trennte sich die Kantonalbank vom Sporthotel und verkaufte es der Gemeinde Pontresina. Die Sanierungsarbeiten gingen weiter und fanden 1973 ihren Abschluss im Umbau des Nordflügels. Mit Ende der Sommersaison 1973 endete auch die Direktion von Roman und Marlies Thöndury. Die Direktionszeit ihrer Nachfolger, Ralph und Monika Schweizer, dauerte vom Herbst 1973 bis Oktober 1980. 1974 machte der Schweizer Hotelier-Verein das Sporthotel zum ersten seiner heute vier Schulungshotels. In den zweimal jährlich jeweils in der Zwischensaison im Frühling und Herbst stattfindenden fünfwöchigen Blockkursen erhalten angehende Hotelfachassistenten schulische und praktische Ausbildung nach dem Reglement des Staatssekretariats für Wirtschaft (SECO) unter realitätsnahen Bedingungen, indem das Hotel von den Auszubildenden selber betrieben wird. Treibende Kraft hinter dem Vorhaben war der Bündner Hotelier-Verein als Regionalverband des Schweizer Hotelier-Vereins, der im Sporthotel ein Haus fand, dessen Grösse und Räumlichkeiten zur Funktion als Ausbildungsstätte passten.
Standen bei den bisherigen Erneuerungen in den 1960er und 1970er Jahren die Zimmer und Bäder im Vordergrund, galt es zu Beginn der 1980er Jahre auch Gesellschafts- und Wirtschaftsräume zu erneuern. In die kurze Direktionszeit 1980 bis 1982 von Kilian und Beatrice Schenker fällt 1981 der Umbau der Küche und der Lingerie, dem 1982 die umfassende Umgestaltung von Halle und Bar folgten. Dabei wurde die Halle zugunsten eines neuen Speisesaals verkleinert, der sich nun auf der gleichen Ebene wie die Küche befand.
Bei der Aufteilung der Vermögenswerte zwischen der Bürgergemeinde und der politischen Gemeinde Pontresina kam das Sporthotel in den Besitz der politischen Gemeinde. Mit der Wintersaison 1982/83 begann die Direktion von Hans-Georg und Regula Pampel-Gross, die den Betrieb vorerst als Pächter und ab 1. Dezember 1986 als Mieter führten. Neben der laufenden Zimmererneuerung fanden sich nun auch vermehrt Mittel zur Erweiterung des Angebots für die Gäste. Neben Ski- und Veloräumen sowie TV-Anschluss auf allen Zimmern war die 1995 eröffnete Wellness-Anlage im Dachgeschoss die wichtigste Erweiterung. Sein kulinarisches Angebot, das sich auch an Laufkundschaft richtet, erweiterte das Sporthotel verschiedentlich durch den Umbau des Restaurants 1991, der Einrichtung eines Gartenrestaurants 1995 und zuletzt 2011 durch das Fonduehüttli, das im Winter an die Stelle des Gartenrestaurants tritt. Die verschärften gesetzlichen Bestimmungen zum Nichtraucherschutz fanden 2010 ihren Ausdruck im Umbau der Bar mit Einrichtung einer Lounge mit abgetrenntem Fumoir. Der Neubau des Personalhauses 2011 verbesserte die Unterbringung des Personals.
2005 ging die Direktion des Sporthotels an Alex und Nicole Pampel. Der letzte Besitzerwechsel erfolgte 2010 mit dem Verkauf des Hotels durch die politische Gemeinde Pontresina an die 2004 gegründete Sporthotel Pontresina AG, die sich im Besitz der Familie Pampel befindet. Der Kaufvertrag enthielt auch die Bestimmung, dass anstelle des baufälligen Personalhauses ein Mehrfamilienhaus und eine Tiefgarage mit Parkplätzen für das Mehrfamilienhaus und das Hotel gebaut werden sollte. Der Erlös aus dem Verkauf der Wohnungen, ein Betrag zwischen sieben bis zehn Millionen Franken, sollte für anstehende grössere Investitionen im Sporthotel verwendet werden. Die Annahme der Eidgenössischen Volksinitiative «gegen den uferlosen Bau von Zweitwohnungen» am 11. März 2012, die den Bestand derartiger Wohnungen pro Gemeinde auf 20 Prozent begrenzen will, gefährdete dieses Investitionsprojekt, da diese Quote in Pontresina längst überschritten ist. Der Bündner Heimatschutz erhob Einsprache gegen die Ausnahmebaubewilligung für das Sporthotel, verzichtete aber nach der Ablehnung auf den Weiterzug des Entscheids an das kantonale Verwaltungsgericht.

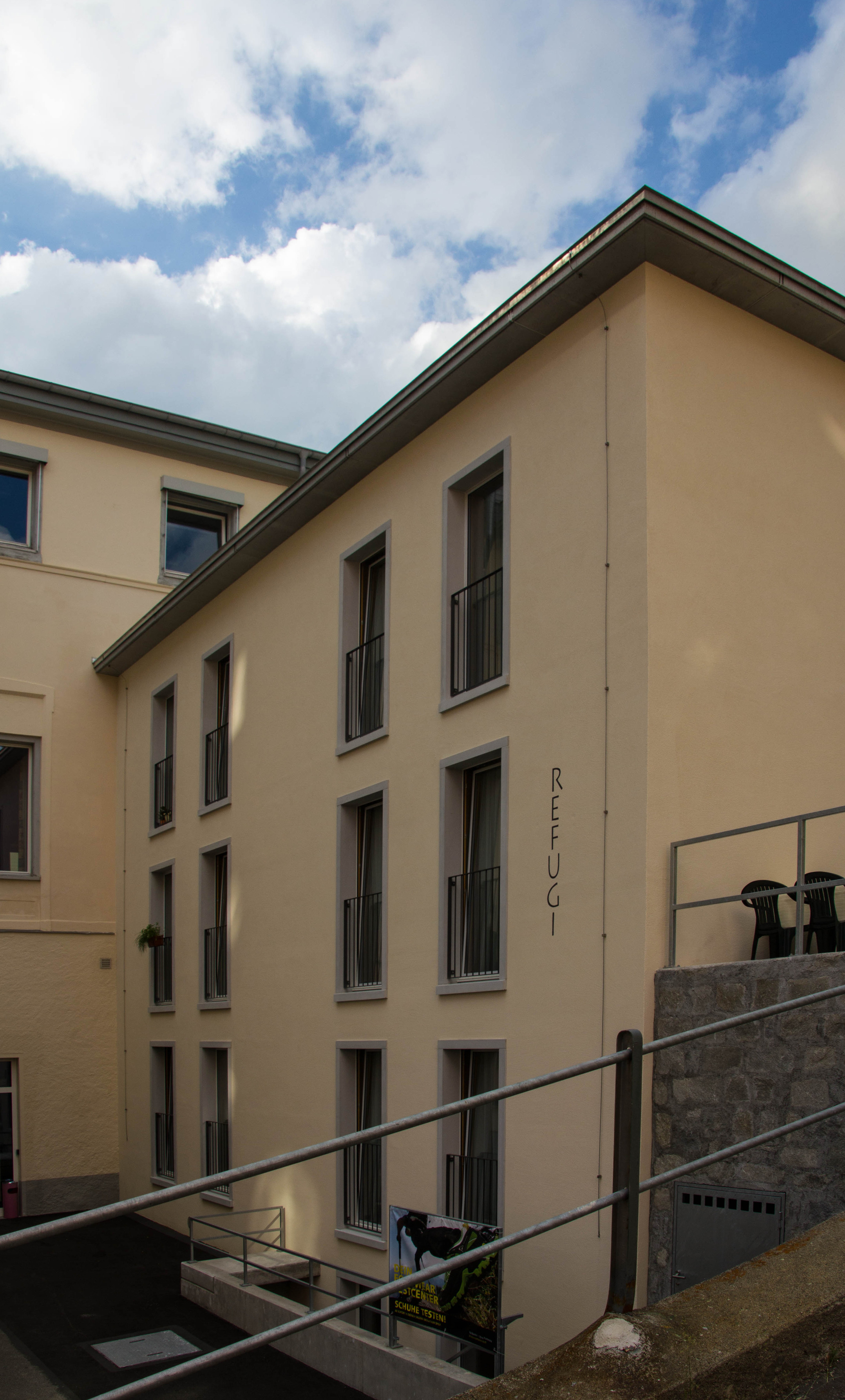
Der Neubau des Personalhauses Refugi
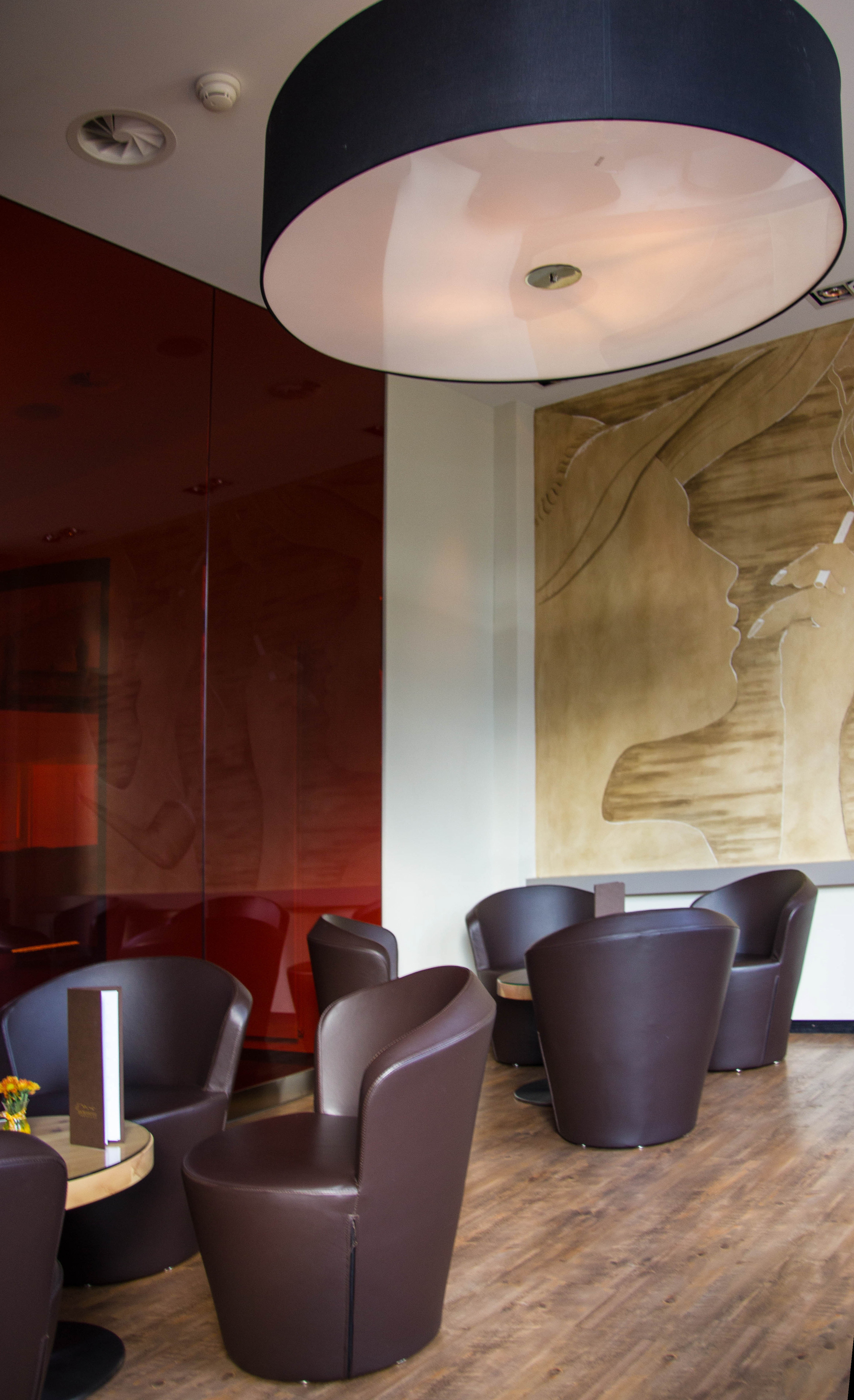
Das 2011 eingerichtete Fumoir

## Menschen im Hotel
Im Hotel kamen mit den Gästen und dem Personal sehr unterschiedliche soziale Schichten in Kontakt. Die Angestellten sollten einen respektvollen, höflichen Umgang mit den Gästen pflegen, ihnen mit Achtung und Freundlichkeit begegnen. Eine direkte Ansprache der Gäste war nicht erwünscht. Die Angestellten warten darauf, dass die Gäste ihre Wünsche äusserten oder Fragen stellten. Der Hotelbau selber unterstützte dieses distanzierte Verhältnis durch doppelt vorhandene Infrastrukturen. Neben dem repräsentativen Treppenhaus für die Gäste gab es die Nebentreppen für die Angestellten, dem Hoteleingang entsprach der Personaleingang, dem Speisesaal der Essraum der Angestellten. Der Aufenthalt in den für die Gäste bestimmten Räume ausserhalb der Dienstzeit war für das Personal tabu.

### Gäste

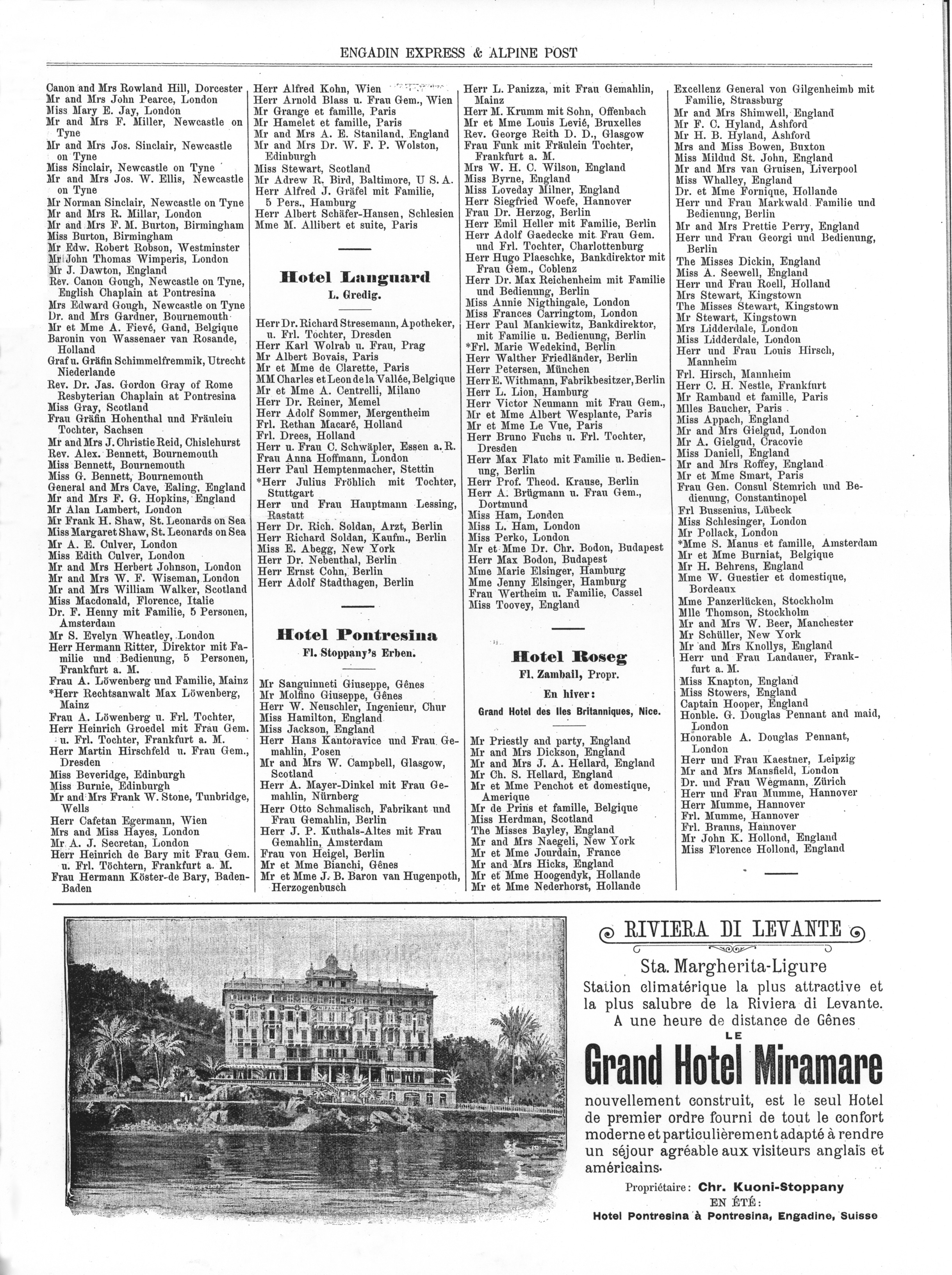
Beispiel einer Gästeliste aus The Engadin Express & Alpine Post vom 10. Juli 1903

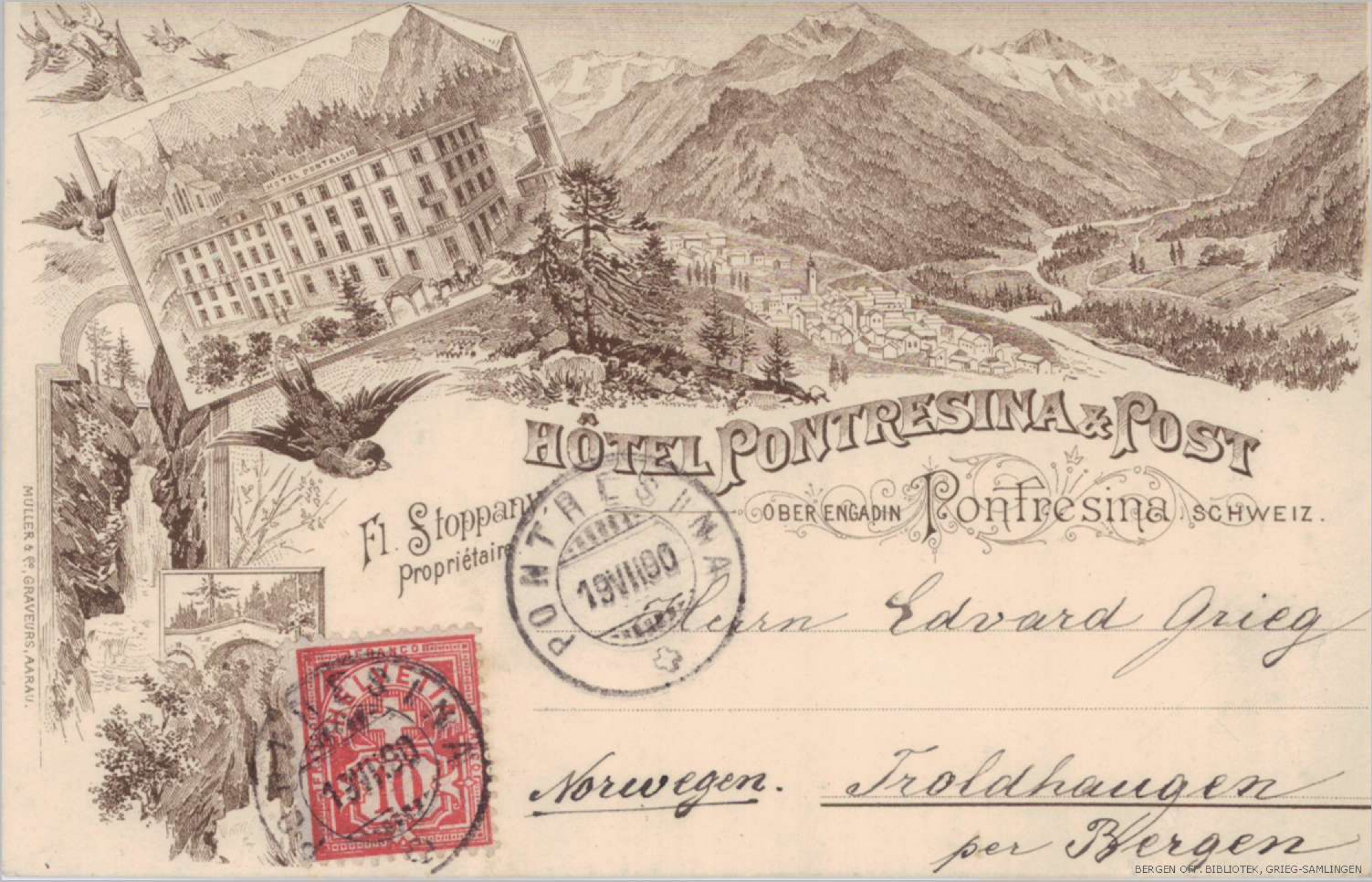
Ansichtskarte des Hotels Pontresina & Post, versandt 1890 vom Verleger Max Abraham an den befreundeten Komponisten Edvard Grieg

In Fremdenblättern wie dem während der Saison wöchentlich jeweils am Dienstag erscheinenden The Alpine Post (später The Engadin Express & Alpine Post) und Graubünden: allgemeines Fremdenblatt für sämtliche Kurorte veröffentlichten die Hotels im Engadin während der Saison bis in die 1930er Jahre die Namen ihrer Gäste. Diese Gästelisten illustrieren Zusammensetzung, Herkunft sowie soziale Stellung und – über die Zeit betrachtet – die Veränderung der Kundschaft, die jeweils meist mehrere Wochen im Hotel in der Sommerfrische verbrachten. Die Gästelisten des Hotels Pontresina zeigen eine mehrheitlich deutsche Kundschaft – erfolgreiche Kaufleute, Unternehmer, Bankiers und Wissenschaftler aus dem Grossbürgertum, oft jüdischer Herkunft.
Eine besondere Rolle in den Gästelisten spielen Aristokraten, gehörten sie doch zum Nimbus der Hotelpaläste und die Möglichkeit der Begegnung mit diesen Schichten gehörte mit zu den Reizen der Hotels für die aufstrebende Oberschicht. Ihre Titel und ihr Gefolge wurden in den Gästelisten genau aufgeführt, bedeutendere in Fettschrift hervorgehoben. Die Ankunft und Abreise von Angehörigen regierender Häuser fand jeweils auch im redaktionellen Teil von The Engadin Express & Alpine Post Erwähnung. Ein Beispiel dafür ist Marie Anna von Sachsen-Altenburg, mehrjähriger Gast im Hotel Pontresina.
Weitere bedeutende Gäste waren der Musikverleger Max Abraham, Inhaber des C. F. Peters Musikverlages und der Verleger Emil Mosse, Bruder von Rudolf Mosse und Mitinhaber von Mosse Annoncen. Mit August Thyssen, einer der Mitinhaber der Thyssen AG und Hermann Magirus, Mitinhaber von Magirus, einem führenden Hersteller von Feuerwehrgeräten und Nutzfahrzeugen, weilten im Sommer 1895 zwei wichtige Vertreter der deutschen Industrie im Hotel.
Mediziner empfahlen nicht nur ihren Patienten den Aufenthalt in den Alpen, sondern reisten auch selber an. Zu diesen zählen der Mediziner und Biochemiker Leonor Michaelis, der Mediziner Albert Fraenkel und der Pharmakologe und Biochemiker Max Jaffé.
Auch Bankiers reisten zur Sommerfrische ins Hochgebirge. Nachweisen lassen sich der Bankdirektor Paul Mankiewitz, Vorstandsmitglied der Deutschen Bank, der mit Familie und Dienstboten aus Berlin anreiste, sowie sein Bruder Hugo Mankiewitz. Der Bankier Paul Wallich reiste im Herbst 1911 auf Brautschau nach Pontresina, um die beiden Töchter des kürzlich verstorbenen Bremer „Petroleumkönigs“ Franz Ernst Schütte kennenzulernen. Er verbrachte mehrere Abende am Tisch der Witwe mit ihren Töchtern in der grossen Halle des Sporthotels. Aber die Jüngere war mit 15 Jahren zu jung und mit der älteren wollte sich keinerlei Berührungspunkt finden lassen.
Mehrmals im Hotel Pontresina zu Gast war auch der Berliner Maler Max Liebermann mit seiner Frau Martha. Von hier aus besuchte er 1898 seinen Kollegen Giovanni Segantini in Maloja.
Unzufrieden war der Arzt und Dichter Arthur Schnitzler. Am 21. Juli 1913 notierte er in sein Tagebuch Ankunft in Pontresina. Hotel Pontresina. Unzufrieden mit den Zimmern. Bereits am 23. Juli übersiedelte er in das Hotel Cresta Palace in Celerina, wo er den Ausbruch des Ersten Weltkriegs erlebte. Zehn Jahre später, am 17. August 1923, quartierte er im Hotel Pontresina seine Lebensgefährtin Clara Katharina Pollaczek ein und ass auch mehrfach im Hotel, während er selber wiederum im Cresta Palace wohnte. Im gleichen Sommer verbrachte der Dirigent Bruno Walter mit Frau und Töchtern einige Wochen im Hotel Pontresina.

### Angestellte

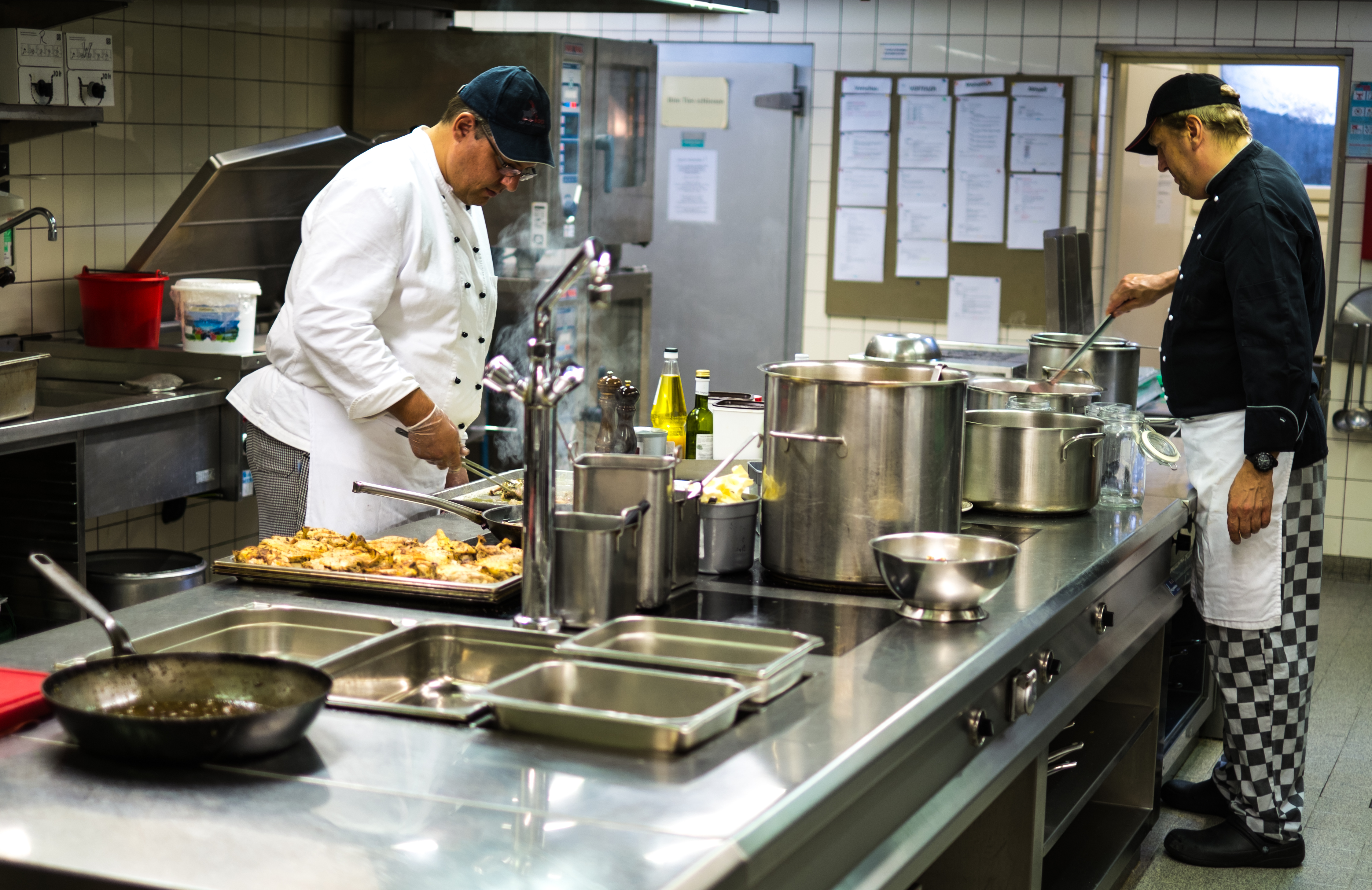
Köche in der Küche des Sporthotels

Der effiziente Betrieb eines Hauses ersten Ranges wie des Hotels Pontresina erforderte eine vielteilige Arbeitsteilung. Organisatorisch war das Hotel in verschiedene Betriebsbereiche aufgeteilt wie etwa Küche, Etage, Halle, Saal oder Büro. Das ausgeprägte Rangsystem, das im Hotel etabliert war, illustrieren die überlieferten Funktionsbezeichnungen etwa im Betriebsbereich Saal, dem Speisesaal: Oberkellner, Chef de Rang, Commis de Rang, Kellner, Courierkellner, Obersaaltochter und Saaltochter. Eine Untersuchung 1918 stellte beim festbesoldeten Personal 55 und beim Personal mit Trinkgeld 35 mögliche Rangpositionen fest. Ein Aufstieg im Rang erhöhte das Einkommen, konnte aber auch die übrigen Arbeitsbedingungen verbessern, beispielsweise durch die Bereitstellung eines grösseren und besser ausgestatteten Personalzimmers. Fremdsprachenkenntnisse erhöhten die Aufstiegschancen beim Personal mit direktem Gästekontakt. Die Vorgesetzten nahmen neben Aufsichts- auch Ausbildungsfunktionen wahr und wiesen die Angestellten in die Arbeit ein. Dazu zählte der korrekte und höfliche Umgang mit den Gästen.
Zu Stoppanys Zeiten beschäftigte das Hotel als Haus ersten Ranges über 100 Angestellte. In den 1960er Jahren waren es immer noch gegen 90 Mitarbeiter. Durch Rationalisierung und Automatisierung, aber auch durch die Reduktion der Zimmerzahl und der veränderten Klassifizierung des Hotels schwankt die Mitarbeiterzahl heute zwischen 40 und 50 Mitarbeiter je nach Saison.

#### Herkunft und Zusammensetzung
Den Grossteil ihrer Angestellten rekrutierten die Hoteliers im Engadin nicht aus der lokalen Bevölkerung, sondern aus dem angrenzenden In- und Ausland. Die lokale Bevölkerung fand ihr direktes Einkommen aus dem Tourismus eher als Bergführer, Kutscher und später Skilehrer. In den umliegenden strukturschwachen Alpentälern mit ihrer kleinbäuerlichen und kleingewerblichen Wirtschaftsstruktur bildete das Geldeinkommen aus der Hotelindustrie eine willkommene Ergänzung in den noch stark auf Selbstversorgung ausgerichteten Haushalten. Söhne und Töchter konnten so schon früh zum Familieneinkommen beitragen, auch wenn sich dieses in der Saisonhotellerie auf drei bis fünf Monate im Jahr beschränkte. Der Anteil ausländischer Arbeitskräfte, vor allem Deutsche und Italiener, sank von 31,5 % vor dem Ersten Weltkrieg auf rund 23 % in der Zwischenkriegszeit. Im Sporthotel überwogen in der Nachkriegszeit die Italiener als Kellner, Zimmermädchen und Hilfskräfte, während in der Küche Schweizer als höhere Angestellte dominierten. Gleiches galt für die Administration. In den 1970er Jahren traten zunehmend Portugiesen, Spanier und Jugoslawen an die Stelle der Italiener. Seit den 1980er Jahren überwiegen die Portugiesen, welche die ausbleibenden Spanier und Italiener ersetzten. Bei den Fachangestellten nahm die Zahl der Deutschen deutlich zu.
Das Hotelpersonal war nach einer Untersuchung der 1930er Jahre jung – 57,1 % der Männer und 67,8 % der Frauen waren unter Dreissig. Die anstrengende Arbeit, von Saison zu Saison in anderen Hotels und das oft geringe Einkommen erschwerten den Angestellten die Gründung einer Familie – 63,7 % der Männer und 93,3 % der Frauen waren ledig.
Die Hotels beschäftigten mehrheitlich weibliche Angestellte. In Betrieben mit weniger als 100 Betten oder tieferen Ranges war ihr Anteil grösser als in den Hotels ersten Ranges und in Betrieben mit mehr als 100 Betten. Abgesehen von reinen Männerdomänen wie der Halle oder reinen Frauendomänen wie der Lingerie arbeiteten Männer und Frauen gemeinsam. Die attraktiveren, besser bezahlten und angeseheneren Führungspositionen besetzen mehrheitlich Männer. Frauen verrichteten als Putzfrauen, Küchenhilfen und Zimmermädchen ihre schlecht bezahlte Arbeit in Bereichen, wo sie von den Gästen möglichst nicht wahrgenommen werden sollten. Überwogen bei den Kellnern im gesamten Kanton Graubünden die Frauen (Saaltöchter genannt) bei weitem, bedienten in den Hotels ersten Ranges wie im Hotel Pontresina trotzdem mehrheitlich Männer. Begründet wurde dies mit den Wünschen und Gewohnheiten der Gäste sowie der mangelnden Eleganz der Saaltöchter gegenüber den Kellnern im Frack.

#### Vom Dienst- zum Gesamtarbeitsvertrag
Der Beruf des Hotelangestellten entwickelte sich aus dem Dienstboten, und in den frühen Hotels bedienten die Dienstboten der Besitzerfamilie einfach noch zusätzlich die Gäste. Der erhaltene Vordruck eines Dienst-Vertrags des Hotels Pontresina aus dem 19. Jahrhundert zeigt dieses noch sehr familiär-patriarchalisch geprägte Verhältnis. Der Angestellte trat nicht etwa beim Hotel Pontresina in Dienst, sondern persönlich beim Hotelbesitzer Florian Stoppany.
Die Anstellung erfolgte jeweils befristet für eine Saison. Für jede Saison musste eine Vielzahl von Verträgen abgeschlossen werden. Darin verpflichtete sich der Arbeitnehmer, durch Treue und Fleiss das Interesse des Dienstgebers in jeder Hinsicht wahrzunehmen. Die Arbeitszeiten waren wenig geregelt, der Mitarbeiter musste den Dienst so lange versehen als der Dienstgeber bestimmt, zudem hatte er sich jeder in [sein] Fach einschlagenden Arbeit [zu] unterziehen.
Das Diensten-Reglement, als strenge Hausordnung überwacht durch den Hotelier und die leitenden Angestellten, ergänzte den Arbeitsvertrag und gibt weitere Einblicke in das Leben der Angestellten. Der Tag begann früh, alle Angestellten sollen so früh aufstehen, dass sie um 5 Uhr an der Arbeit sind. Ohne Erlaubnis durften die Mitarbeiter das Haus nicht verlassen, auch die Mahlzeiten, an denen teilzunehmen Pflicht war, wurden im Haus eingenommen. Zudem gab es Kleidervorschriften. Die meisten Angestellten trugen Uniformen, aber sämtliche Bedienungen im Haus, als wie Kellnerinnen, Portiers, Zimmermädchen dürfen keine Schuhe mit Schuhnägeln tragen. Die nicht uniformierten Kutscher müssen in anständiger Kleidung erscheinen.
Die hohe Busse von 10 Franken für Rauchen im Bett – das teuerste Zimmer im Hotel Pontresina kostete 1899 8 Franken – liess sich sicher auch mit der allgegenwärtigen Feuergefahr im Hotel rechtfertigen. Aber die Gründe für die sofortige Entlassung – verspätete Rückkehr aus dem Ausgang, schlechtes Sprechen vom Haus, sich betrinken oder Vorgesetzten die Achtung verweigern – illustrieren das strenge und hierarchische System, in das sich die Angestellten einzugliedern hatten.
Die Bediensteten erhielten Ausgang, von dem sie aber zur bestimmten Stunde zurückkehren mussten. Spezielle Regelungen für das Wochenende oder Feiertage sind nicht erkennbar. Das kantonale Wirtschaftsgesetz von 1900 garantierte den Bediensteten sieben Stunden ununterbrochene Ruhezeit in der Nacht sowie wöchentlich vier Stunden Freizeit, von denen eine auf den Sonntagmorgen fallen musste, um den Angestellten den Kirchenbesuch zu ermöglichen. Die Ausnahmeregelung im Artikel 13 des Gesetzes erlaubte aber dem Gemeindevorstand, für besondere Verhältnisse für höchstens sechs Wochen Ausnahmen von der Regelung zu erteilen. Die Missbräuche führten zum kantonalen Ruhetagsgesetz, das die Bündner Stimmbürger am 13. Oktober 1918 annahmen. Die Angestellten erhielten nun jeden dritten Sonntag 24 zusammenhängende Stunden frei. In den Wochen ohne freien Sonntag hatten sie Anrecht auf einen halben freien Wochentag. Als Konzession an die Saisonhotellerie durfte die Freizeit während vier Monaten im Jahr auf die Hälfte reduziert werden.
Seit 1911 erlaubte das Obligationenrecht den Abschluss von Gesamtarbeitsverträgen. Diese Möglichkeit nutzen die in der Union Helvetia organisierten Hotelangestellten und schlossen 1919 den ersten Gesamtarbeitsvertrag mit den Arbeitgebern in der Gastronomie ab. Der Vertrag sicherte erstmals Mindestlöhne in zwei Tarifklassen für Hotels ersten Ranges sowie für übrige Hotels und Restaurants und vereinheitlichte die Arbeitsverhältnisse. Nur saisonal beschäftigte Angestellte erhielten einen prozentualen Zuschlag auf dem Lohn für ihre höheren Reise- und Stellungsgewinnungskosten. Dieser Gesamtarbeitsvertrag war nach Ansicht des Bündner Hoteliervereins zu sehr auf die ganzjährig geöffneten Stadthotels ausgerichtet und berücksichtigte nicht die spezifischen Aspekte der Saisonhotellerie. Laufend angepasst und erweitert regelt dieser Gesamtarbeitsvertrag bis heute das Arbeitgeber-Arbeitnehmer-Verhältnis im Gastgewerbe.

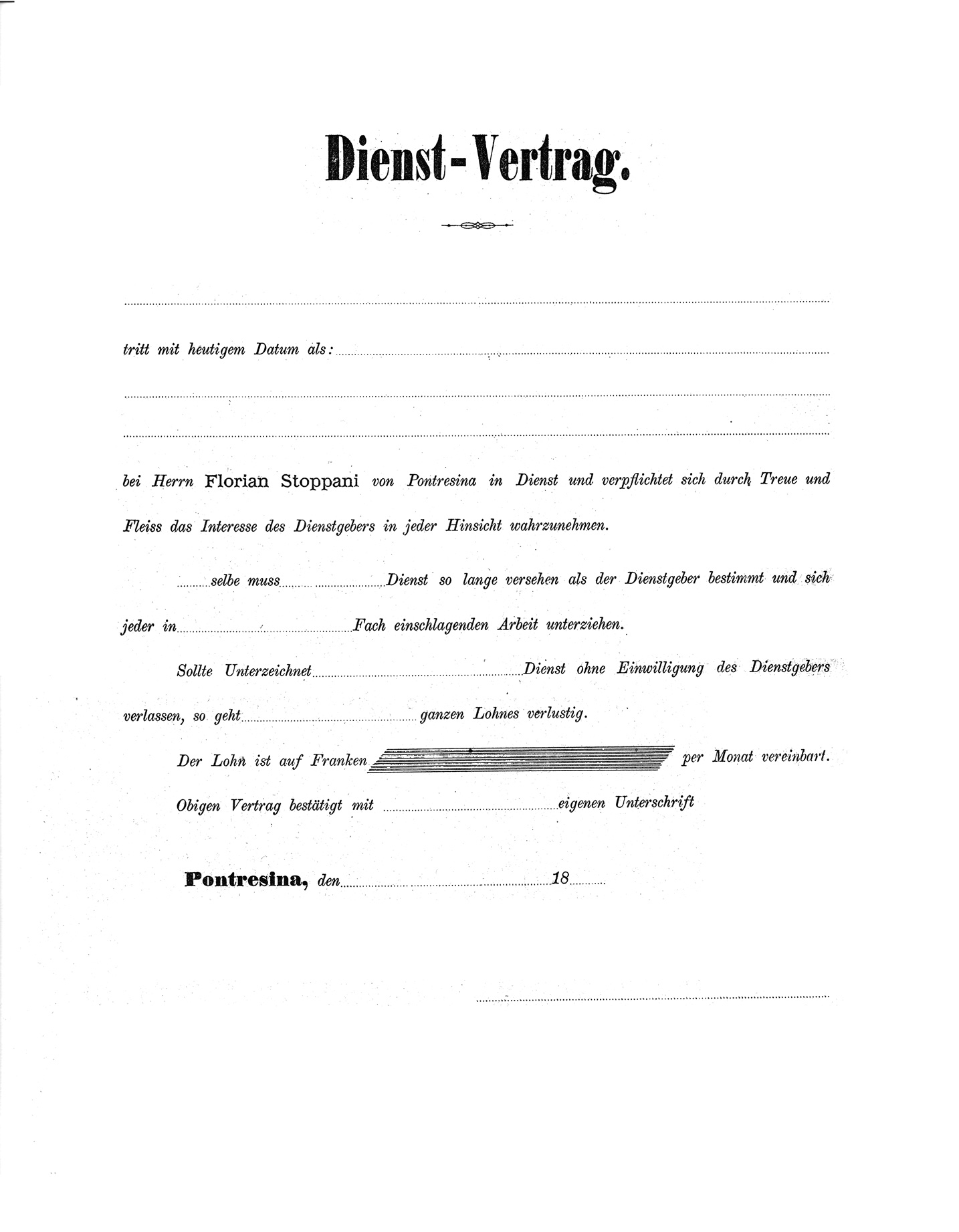
Vordruck eines Dienstvertrags des Hotels Pontresina aus dem 19. Jahrhundert
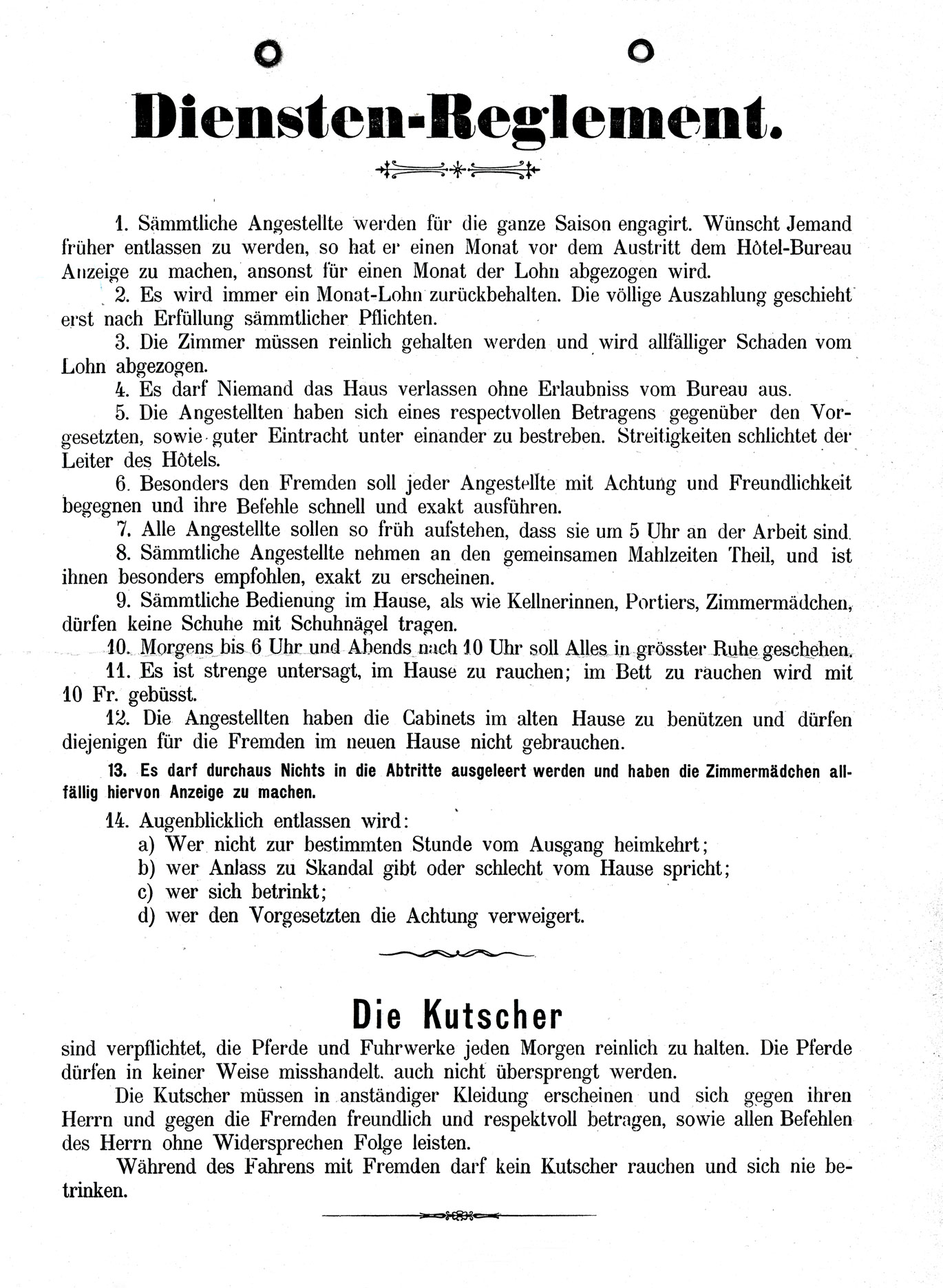
Diensten-Reglement des Hotels Pontresina
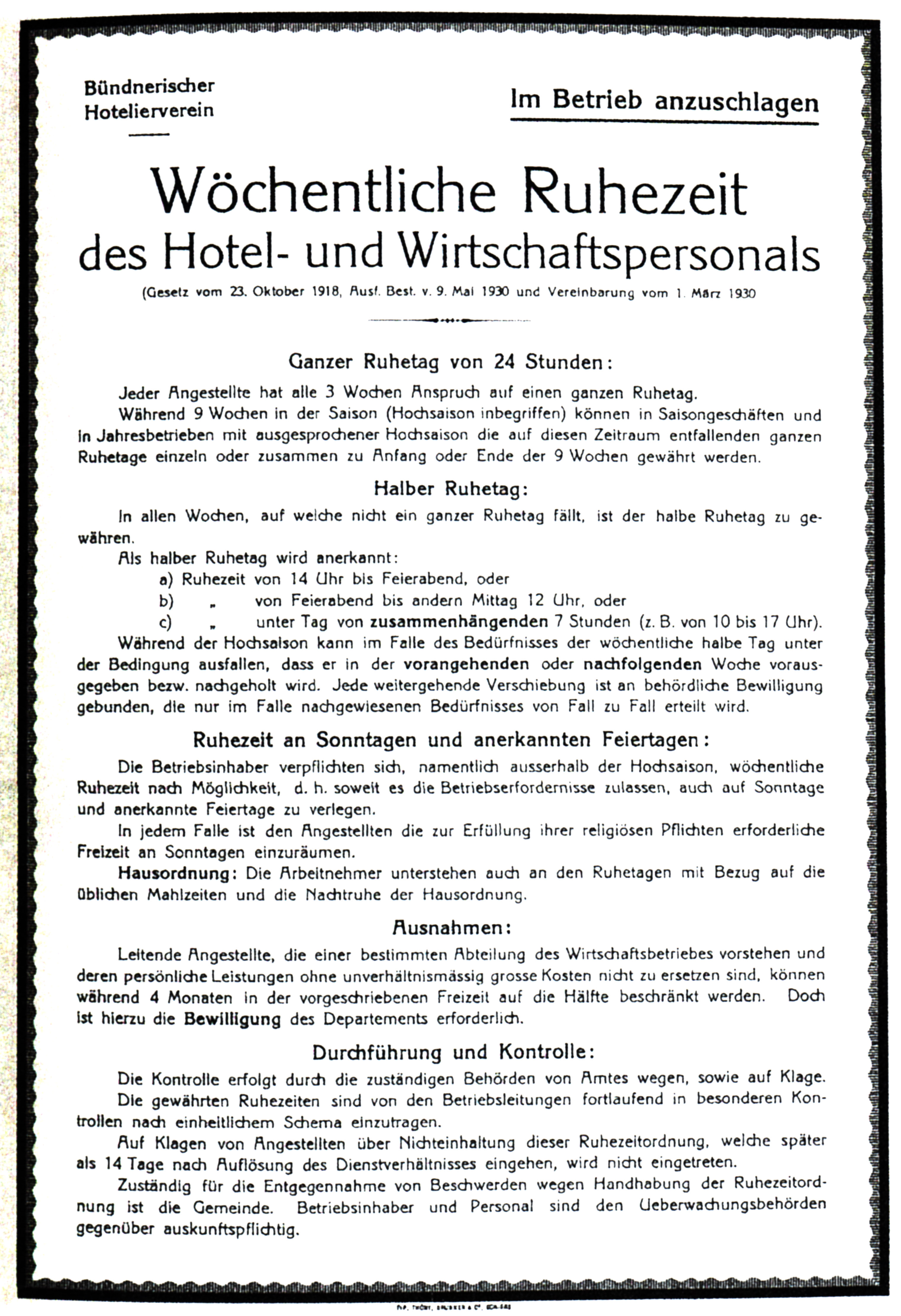
Aushang des Bünder Hoteliervereins mit der Regelung der Ruhezeiten aus den 1930er Jahren

#### Einkommen
Einen Teil ihres Lohnes bezogen die Hotelangestellten in Form von Unterkunft und Verpflegung als Naturallohn. Das Personal des Hotels Pontresina hatte seine Unterkünfte – streng nach Geschlechtern getrennt – im Ökonomiegebäude, später oberhalb der Garagen, im obersten Geschoss der Erweiterung von 1881 und im Dachgeschoss des Nordflügels. Die gesetzlichen Anforderungen waren minimal. Auf kantonaler Ebene forderte das Bündner Wirtschaftsgesetz seit 1900, dass die Schlafzimmer zumindest ein ins Freie gehendes Fenster haben. Auf eidgenössischer Ebene verpflichtete das Obligationenrecht den Dienstherrn lediglich zu gesunden Schlafräumen. Die wenig konkreten Bestimmungen etwa zu Grösse, Beheizung, Mobiliar, sanitären Einrichtungen oder Belegung der Unterkünfte überliessen das Personal dem Gutdünken des Hoteliers. Gegen schlechte Unterkünfte konnten sich die Angestellten letztlich nur wehren, indem sie das Hotel in Zukunft mieden und Arbeitskollegen vor den Zuständen warnten. Mehrfachbelegung war bis nach dem Zweiten Weltkrieg die Regel – ehemalige Zimmermädchen erinnern sich an Sechserzimmer in Pontresiner Hotels. In Doppel- oder gar Einzelzimmern wohnten lediglich die wenigen höheren Angestellten, was auch den erreichten Rang in der Hotelhierarchie widerspiegelte. Im heutigen Sporthotel ist die Unterkunft im Hotel nicht mehr zwingend. Wohnt ein Angestellter auswärts, erhält er eine entsprechende Entschädigung.
Ebenfalls von unterschiedlichster Qualität war die zweite Komponente des Naturallohns, die Verpflegung. Oftmals erhielten die Angestellten die Reste der Gäste, einfach drei oder vier Tage später. Das Abservieren von Speiseresten der Gäste war so unter dem Personal gängige Praxis.
Beim Geldlohn zerfielen die Angestellten in zwei Kategorien. Personal ohne direkten Kontakt zu den Gästen wie etwa Küchenangestellte oder Lingeriemädchen erhielten ein monatliches Fixsalär. Angestellte mit Kontakt zum Gast, das Bedienungspersonal im Saal oder in der Halle, erhielten ein tieferes fixes Grundgehalt. Ihr Haupteinkommen bildeten die Trinkgelder. Diesen Teil ihres Einkommens erhielt das Personal etwa für Gefälligkeiten oder den Service bei Tisch und im Zimmer von den Gästen – nicht vom Arbeitgeber – meist an ihrem Abreisetag. Trinkgelder waren eine moralische, keine rechtliche Verpflichtung und somit kein gesicherter Bestandteil des Einkommens.
Als Folge des gesellschaftlichen und wirtschaftlichen Wandels nach dem Ersten Weltkrieg veränderte sich die Einstellung der Gäste zu den Trinkgeldern. Ein prozentualer Zuschlag auf der Hotelrechnung, der unter dem berechtigten Personal nach einem Verteilschlüssel aufgeteilt wurde, ersetzte im Verlauf der 1920er und 1930er Jahre zunehmend das freie Trinkgeld der Vorkriegszeit. Ein erster Schritt auf diesem Weg war die von der Gewerkschaft Union Helvetia mit den Arbeitgebern 1925 ausgehandelte Wegleitung für die Verteilung der Trinkgelder und Bedienungszuschläge, als Empfehlung rechtlich noch nicht bindend. Dies erfüllte erst die 1936 vom Bundesrat als allgemeinverbindlich erklärte Trinkgeldordnung für das Hotelgewerbe. Sie verpflichtete die Betriebsinhaber zu feststehenden, nach Aufenthaltsdauer der Gäste gestaffelten Zuschlägen sowie zur treuhänderischen Verwaltung und Auszahlung der Beträge an die Berechtigten nach einem Verteilschlüssel. Das Trinkgeld wurde damit zum gesicherten Einkommensbestandteil – allerdings immer noch abhängig vom Geschäftsgang des Hotels. Im Verlauf der 1950er-Jahre verschwand diese Lösung dann zugunsten fester Saläre.